# Новый Эрмитаж
Но́вый Эрмита́ж — первое в Российской империи здание, специально построенное (1842—1851) для публичного художественного музея. Часть музейного комплекса Государственного Эрмитажа в Санкт-Петербурге. Известно своим портиком с десятью гигантскими статуями атлантов.

## Предпосылки постройки
С начала XVIII века для европейских дворов национальное значение приобретает коллекционирование произведений выдающихся мастеров искусства. Екатерина Вторая приняла самое активное участие в этом предприятии и не жалела средств для пополнения своей коллекции. Начало ей положили картины голландских и фламандских мастеров, закупленных в Париже и различных городах Голландии.
Уже в 1764 году Екатерина инициирует строительство для своей коллекции Малого Эрмитажа. Но ещё до окончания строительства эрмитажных галерей (1775) ей стало ясно, что это здание будет слишком мало для её постоянно увеличивающейся коллекции. Поэтому в 1771 году было решено приступить к постройке Большого Эрмитажа. Включая знаменитые Лоджии Рафаэля, это здание возводилось в течение многих десятилетий и было закончено только при Александре Первом.
В 1835 году Шарлемань провёл инспекцию стройки и пришёл к заключению, что то, что было сделано, не подлежит санации. Только в 1836 году сформировалось убеждение, что необходимо начать стройку совершенно нового здания. В 1837 году пожар нанёс огромный ущерб стоявшему рядом Зимнему дворцу, и необходимость начала работ во всём дворцовом комплексе стала для всех очевидной.

## Здание Кленце

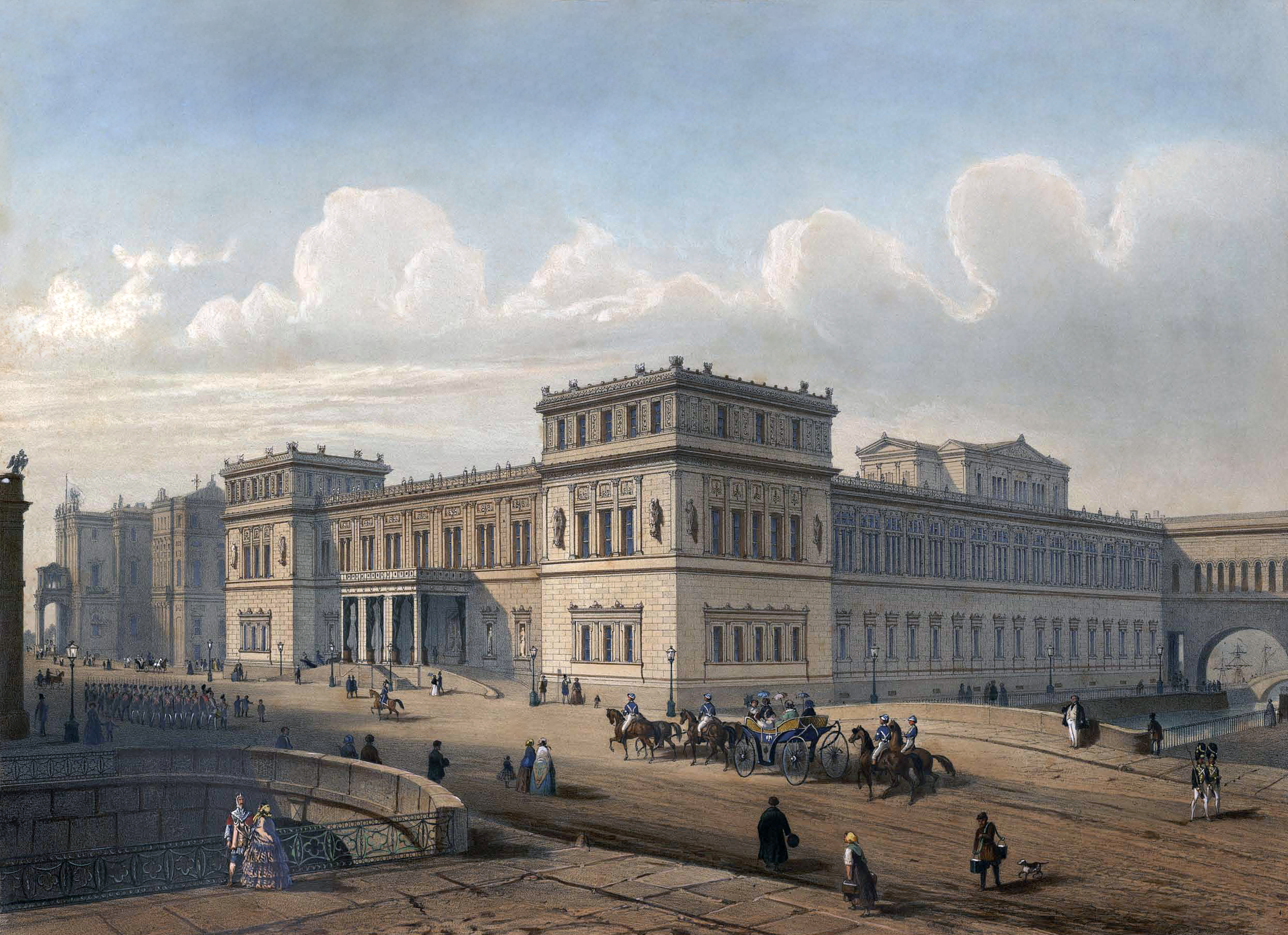
Новый Эрмитаж в XIX веке, литография по рисунку
И. Шарлеманя

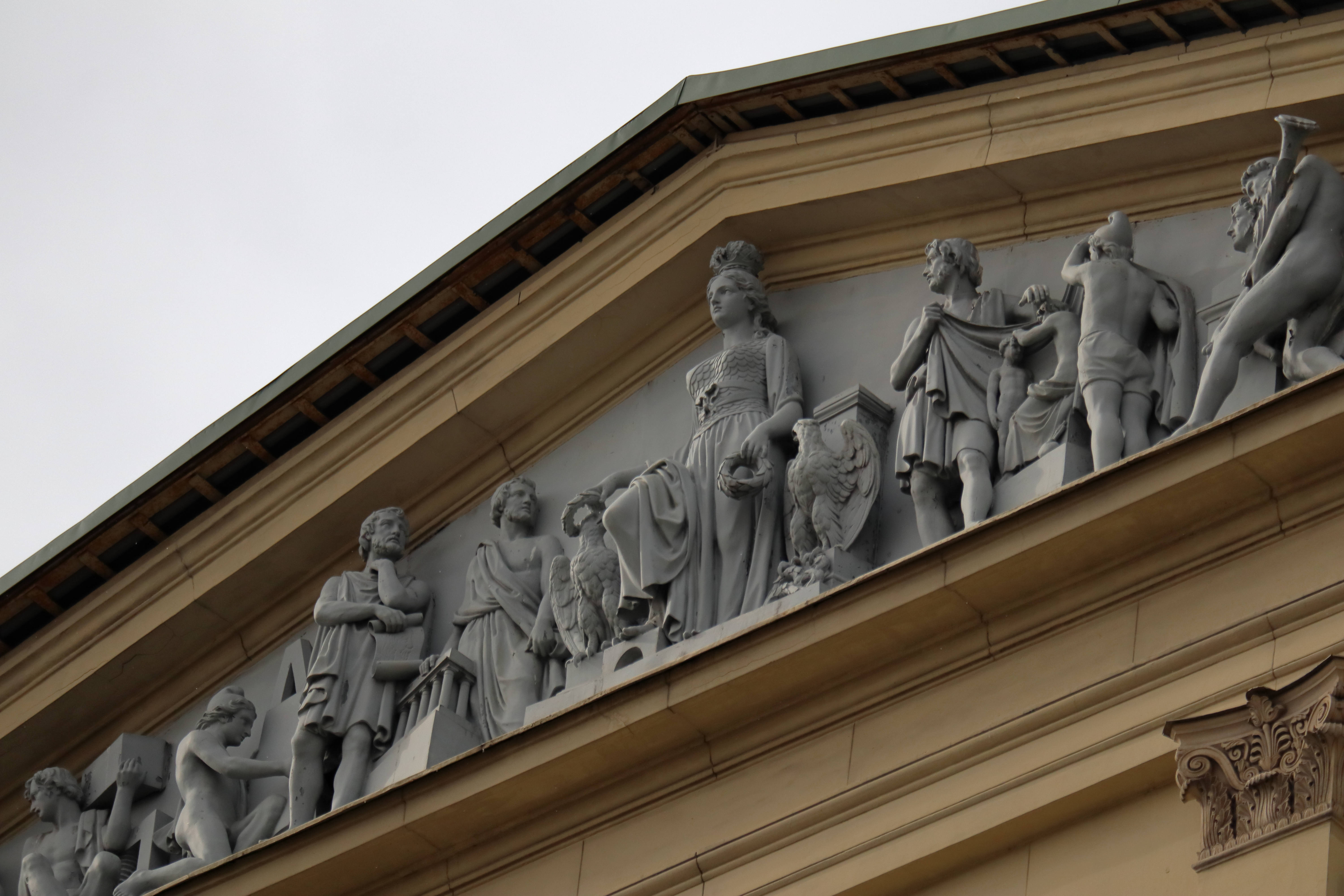
Горельеф «Власть, покровительствующая искусству» на восточном фронтоне Нового Эрмитажа
А. И. Теребенёва

В 1837 году при посещении Мюнхена император Николай Первый, пришёл к мысли привлечь уже ставшего известным немецкого архитектора и строителя «Баварских Афин» Лео фон Кленце к руководству предстоящими работами. Кленце был выдающимся знатоком античности и главным создателем стиля мюнхенского эллинизма, который в России называли неогреческим стилем. Схожий стиль формировал в Берлине К. Ф. Шинкель. Императору Николаю особенно импонировало здание Пинакотеки, возведённое Кленце в 1826—1836 гг. Это и определило выбор архитектора.
Однако Кленце, познакомившийся с огромным городом, Невский проспект которого был в пять раз длиннее мюнхенской Людвигштрассе, задумал создать нечто величественное. В течение четырёх месяцев своего пребывания он сделал наброски принципиально нового типа здания, предназначенного для экспонирования произведений искусства, названного Новым Эрмитажем. Им было спроектировано двухэтажное здание, имевшее в плане форму четырёхугольника, с двумя внутренними дворами и четырьмя парадными фасадами, не повторяющимися по оформлению. Северный фасад, выходящий на Неву, должен был иметь два входа, оформленных портикам, поддерживаемыми кариатидами.
Выходящий на Зимнюю канавку восточный фасад должен был по идее Кленце быть остеклённым и повторять структуру станцев Рафаэля. Западный фасад должен был иметь первый этаж, напоминающий Глиптотеку, а верхний этаж — Пинакотеку в Мюнхене.

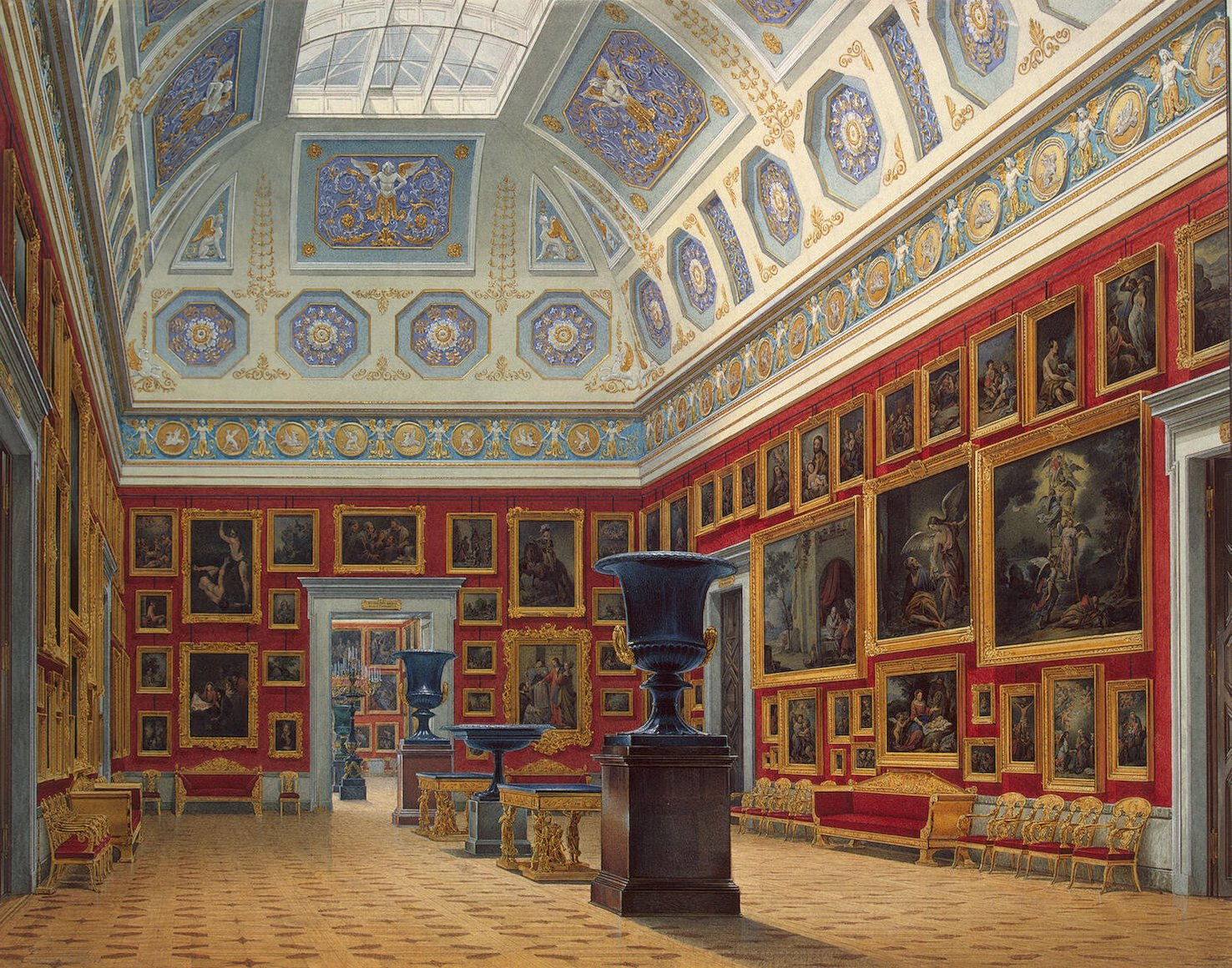
Интерьер Нового Эрмитажа на акварели Э. Гау (1856)

В целом здание должно было в деталях повторять нереализованные проекты архитектора. Ими было здание Пантехниона — Музейного здания для Афин (1834) и здание королевской резиденции. Оба этих проекта отражали намерение архитектора, посетившего Афины, создать новый тип архитектуры, противоречащей, как он отмечал «сухой и, академической, подобно машине монотонной структуре групп зданий». Сочетание групп архитектурных деталей, создающее живописные группы он рассматривал «как самую главную из задач, которую мог бы перед собой поставить архитектор».
Хотя Николай I запретил уничтожение фельтеновского Старого Эрмитажа (именно так стали называть теперь здание Большого Эрмитажа), строительство началось в 1842 году, три года спустя после отъезда Кленце, под надзором В. П. Стасова и Н. Е. Ефимова, возглавившего работы после смерти Стасова в 1848 году. Архитекторы встали перед сложной задачей создать рабочие чертежи здания по эскизным наброскам Кленце. Однако работу к 1851 году удалось завершить. Торжественное открытие музея состоялось 5 февраля 1852 года. Частью проекта стали статуи выдающихся художников древности в шести нишах южного фасада: Маркантонио Раймонди, Оната, Смилида, Винкельмана, Дедала и Рафаэля Моргена. В этом странном списке, соединившем имена мастеров античности, итальянского Возрождения и немецкого неоклассицизма (среди художников оказался и Винкельман, «отец искусствознания») сказалось немецкое понимание идеологии неоклассицизма. В нишах западного фасада и угловых павильонов установлены статуи художников античности, а также Микеланджело, Рафаэля, Леонардо да Винчи, Бенвенуто Челлини, Тициана, Караваджо, Рубенса, Рембрандта, А. Дюрера. Элементы орнаментального декора (акротерии, пальметты, гермы) и барельефы в измельчённой и жёсткой, типично немецкой манере, сделаны из терракоты. Уменьшённые модели статуй под наблюдением Кленце выполняли многие немецкие скульпторы. В 1843—1844 годах модели в ящиках морем были доставлены в Санкт-Петербург.
Особое внимание привлекает портик с атлантами, поддерживающими навес над главным входом в музей (за ним открывается парадная лестница). Десять пятиметровых фигур могучих атлантов, восходящих к аналогичным фигурам древнегреческого храма Зевса Олимпийского в Акраганте (ныне Агридженто на острове Сицилия; около 480 года до н. э.) в 1846 году вытесали из серого сердобольского гранита русский скульптор А. И. Теребенёв и 150 каменотёсов по модели мюнхенского скульптора Иоганна фон Гальбига. Композиция столь убедительна, что не все замечают курьёз: огромные гранитные фигуры с невероятным напряжением поддерживают лёгкий балкон. Вопреки распространённому мнению Кленце планировал использовать мотив сицилийских теламонов не для портика фасада, а в интерьерах Зала камей и Второго зала медалей (скульптор И. Герман). Там их можно увидеть и в наше время. В этих залах абрис фигур, в отличие от наружных статуй, почти в точности повторяет античный образец. Однако более известными стали именно атланты наружного портика.
Все интерьеры по замыслу Лео фон Кленце воспроизводят разные «помпейские стили», но отличаются технической модернизацией в духе мюнхенского эллинизма. Например, плафон Двадцатиколонного зала с экспозицией древнегреческих расписных ваз покрыт жестью и расписан масляными красками по мотивам античной вазописи. На первом этаже здания имеются два зала новейшей скульптуры. Просторный прямоугольный зал с бледно-зелёными стенами с лепными медальонами с профилями Кановы, Микеланджело, Торвальдсена, Рауха и Мартоса предназначался для работ западноевропейских мастеров. Меньший зал, с медальонами Клодта, Витали, Пименова, Козловского, Демут-Малиновского и Орловского предназначался для русской скульптуры, которая, однако, не была здесь размещена — она была выставлена в зале, предназначенном под одну из библиотек. Отбор статуй и групп был сделан лично императором Николаем I. В 1857 году произведения западноевропейских и русских скульпторов объединили в одном зале, а затем перевели в другие места: на площадку второго этажа Парадной лестницы, в Галерею истории древней живописи и в Зимний дворец. Знаменитые Станцы Рафаэля, повторённые Дж. Кваренги по обмерам Раффенштайна в Риме в 1778—1787 гг., были сохранены и расположились на втором этаже восточной галереи, проходящей вдоль Зимней канавки.
Бо́льшая часть интерьеров, несмотря на стилизаторский характер архитектуры XIX века и излишества пёстрого «исторического декора», имеют верхнее освещение и хорошо приспособлены для музейной экспозиции. Оригинальная мебель для всех залов музея, шкафы и витрины сделаны русскими мастерами по рисункам Кленце также в «помпейском стиле».

## Скульптуры фасадов

### Западный фасад (на Шуваловский проезд)
Северная часть — античные живописцы

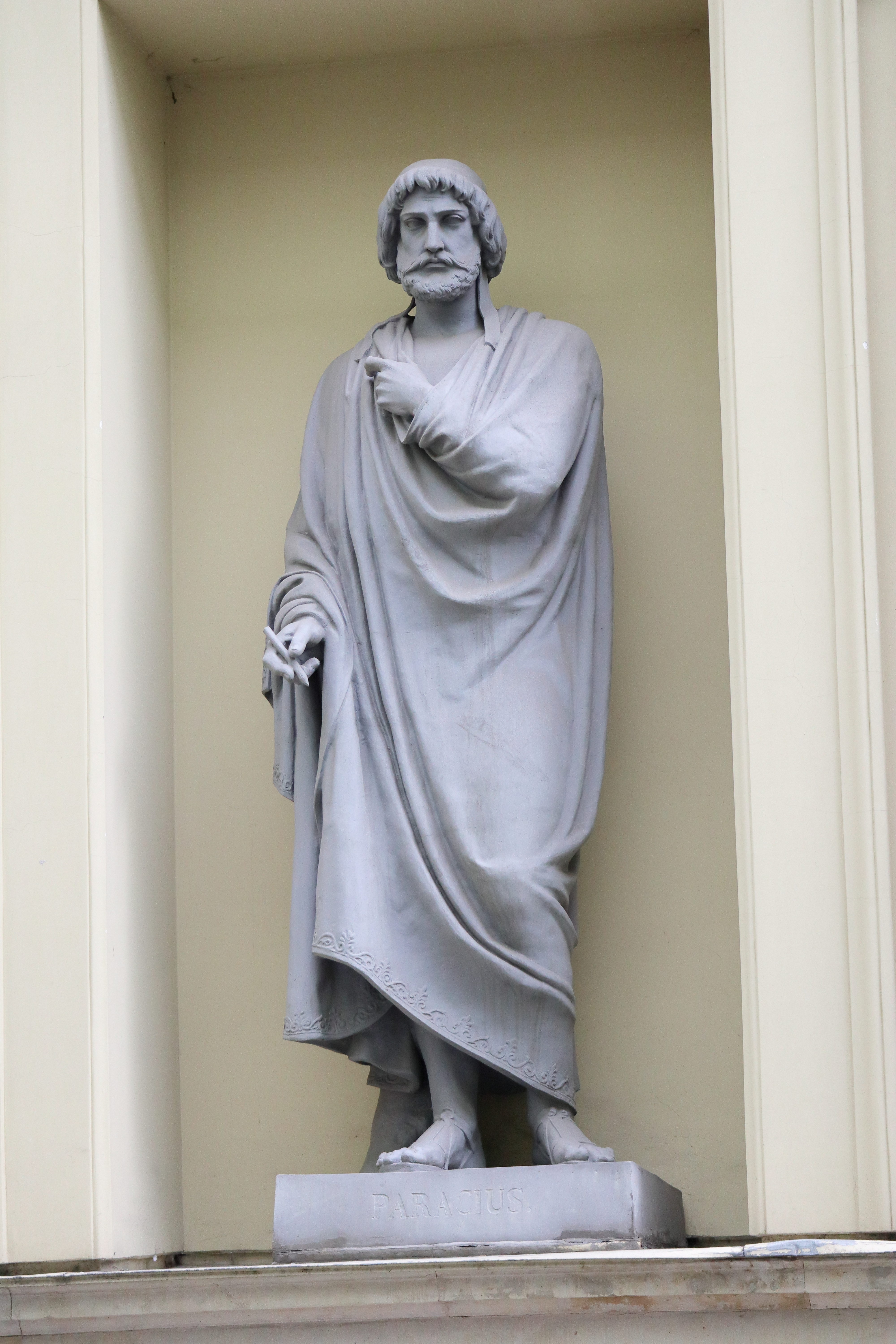
PARACIUS — Паррасий
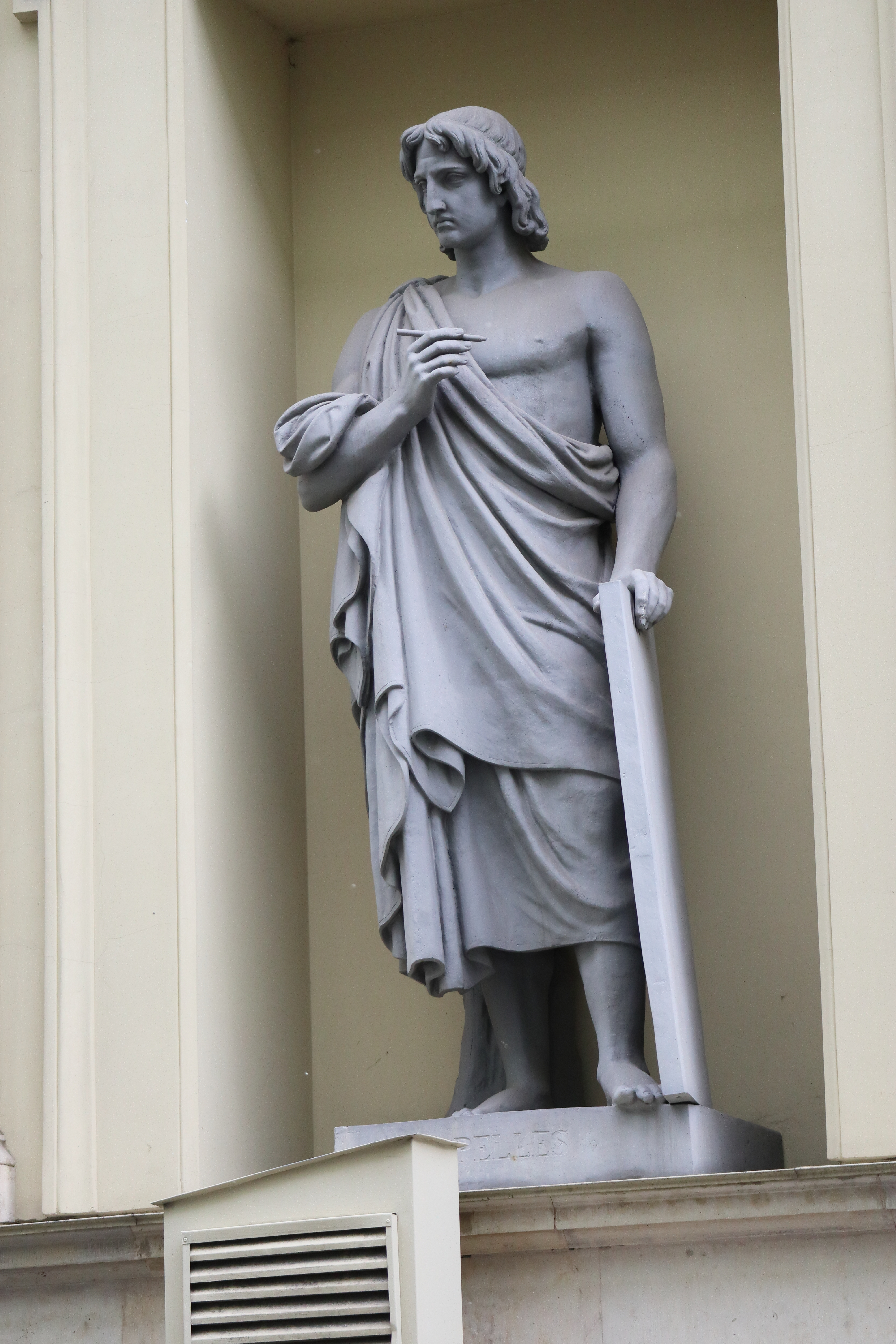
APELLES — Апеллес
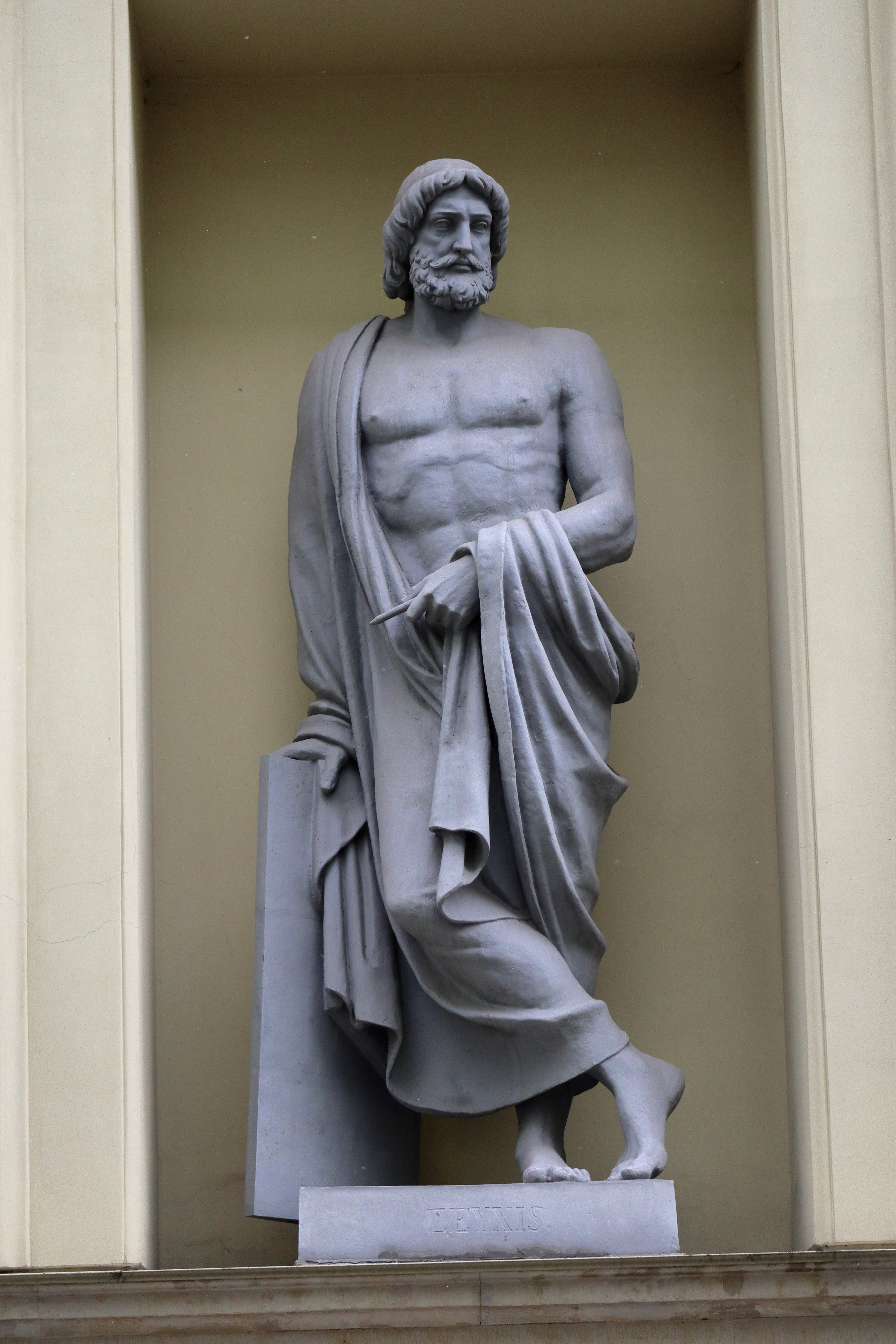
ZEYXIS — Зевксис
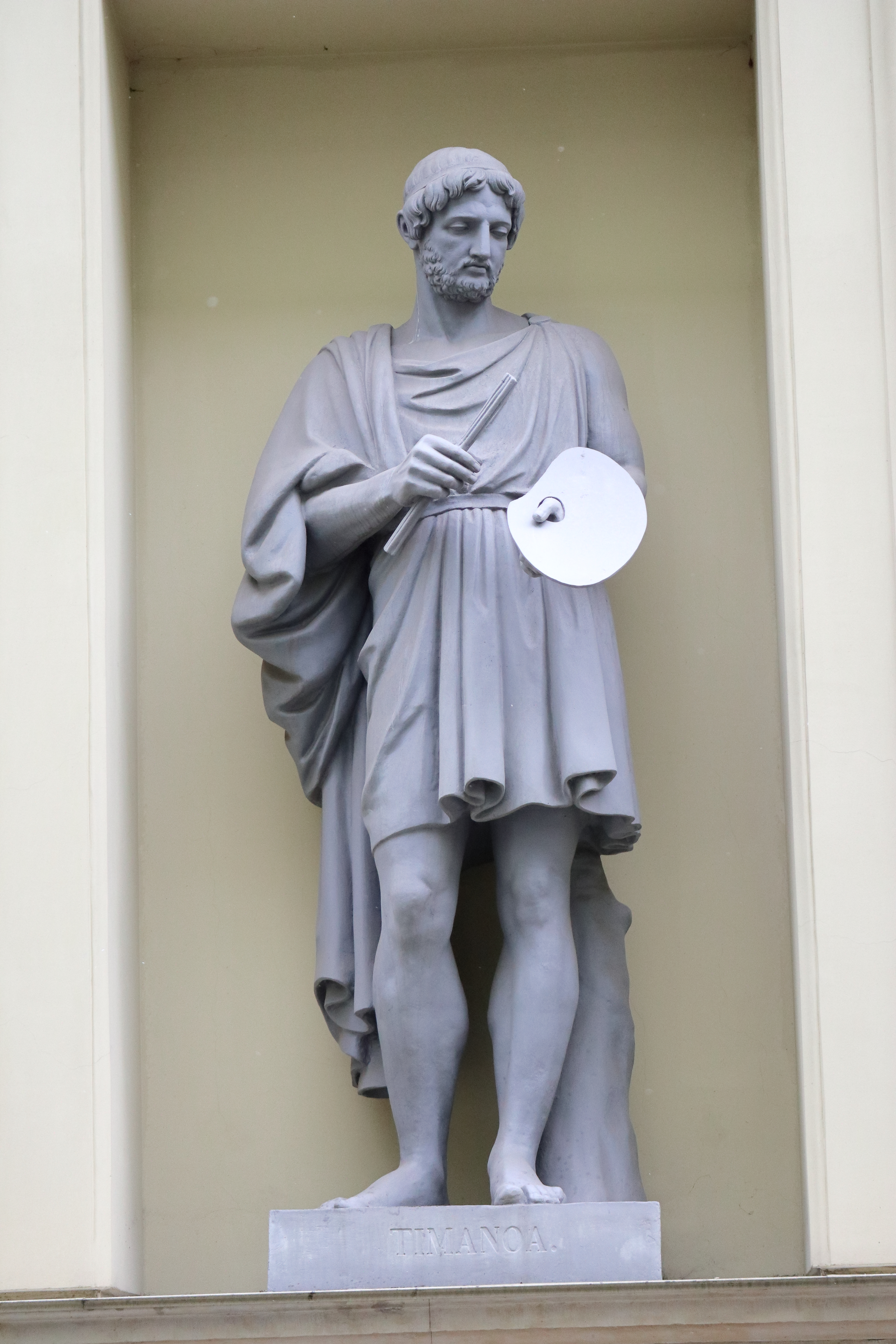
TIMANOA — Тиманф
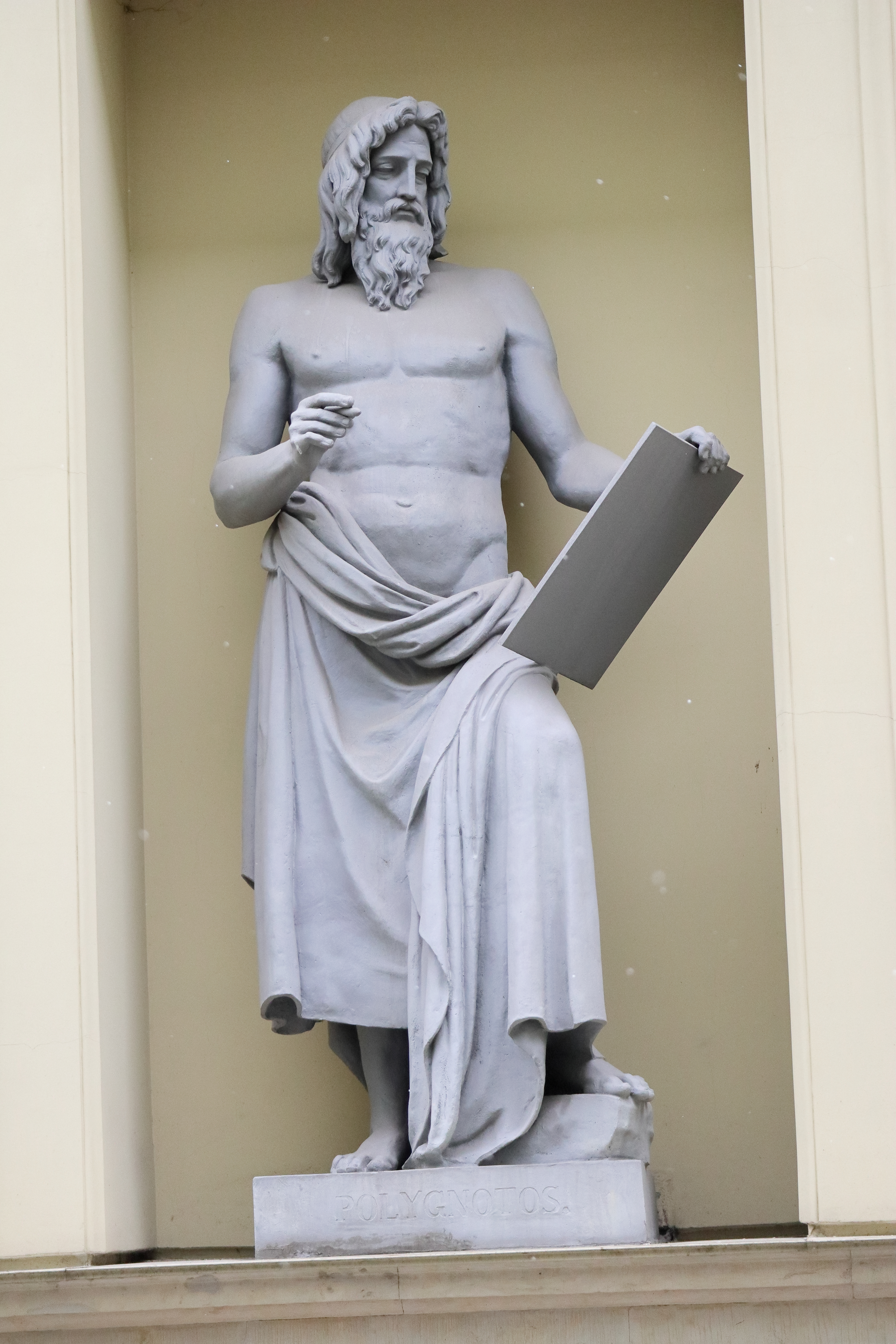
POLYGNOTOS — Полигнот

Центральная часть — итальянские и нидерландские живописцы

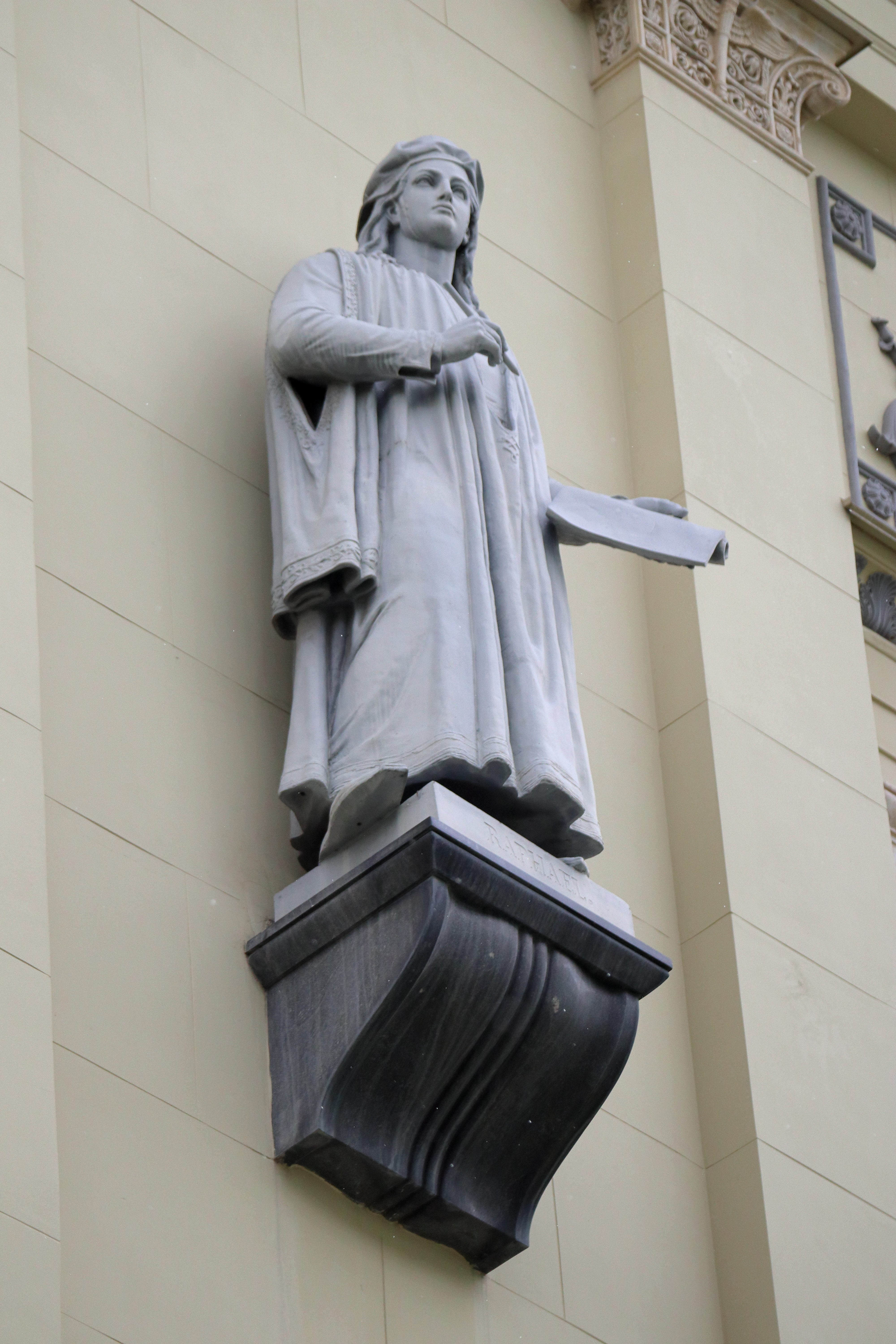
RAPHAEL — Рафаэль
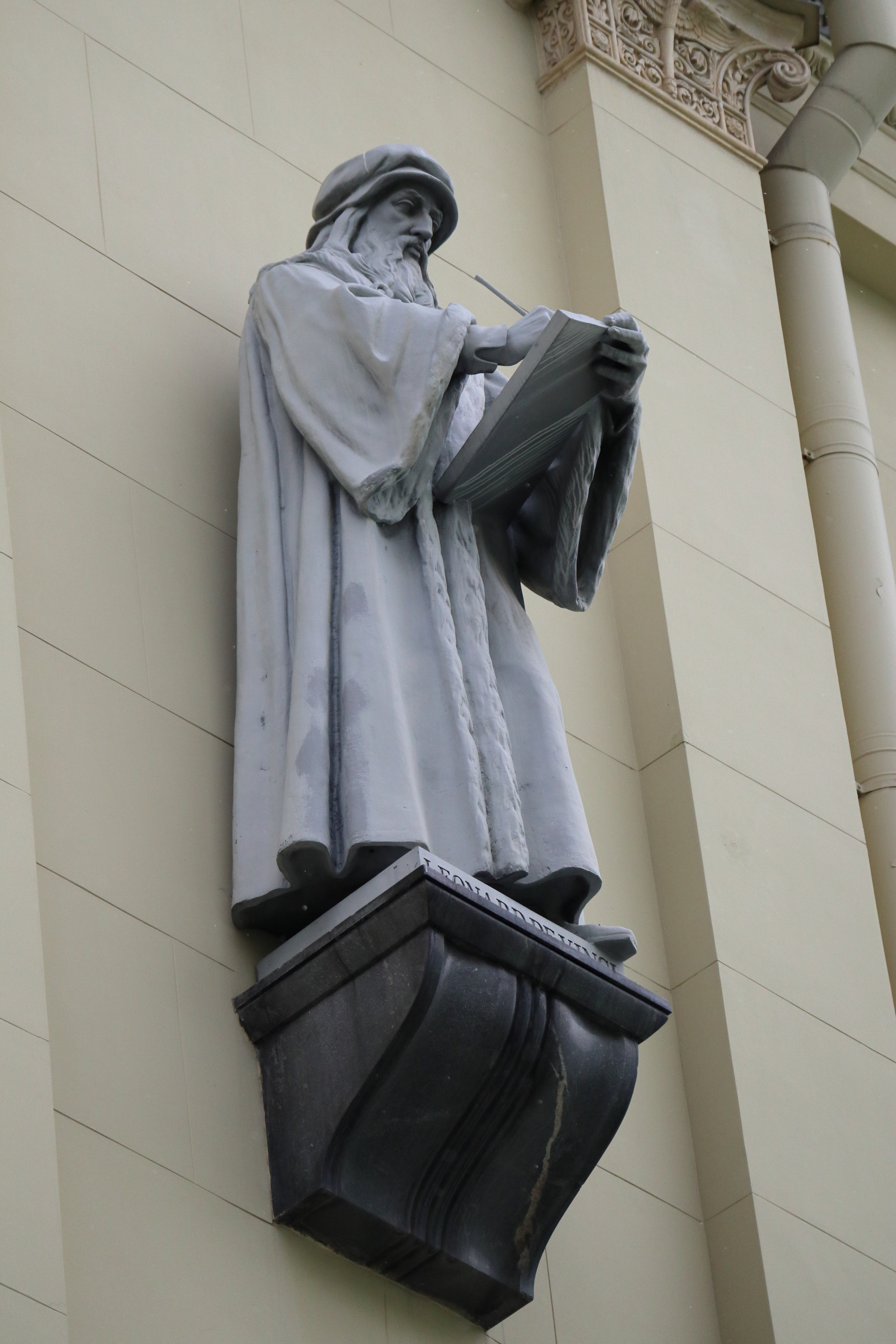
LEONARD DE VINCI —- Леонардо да Винчи
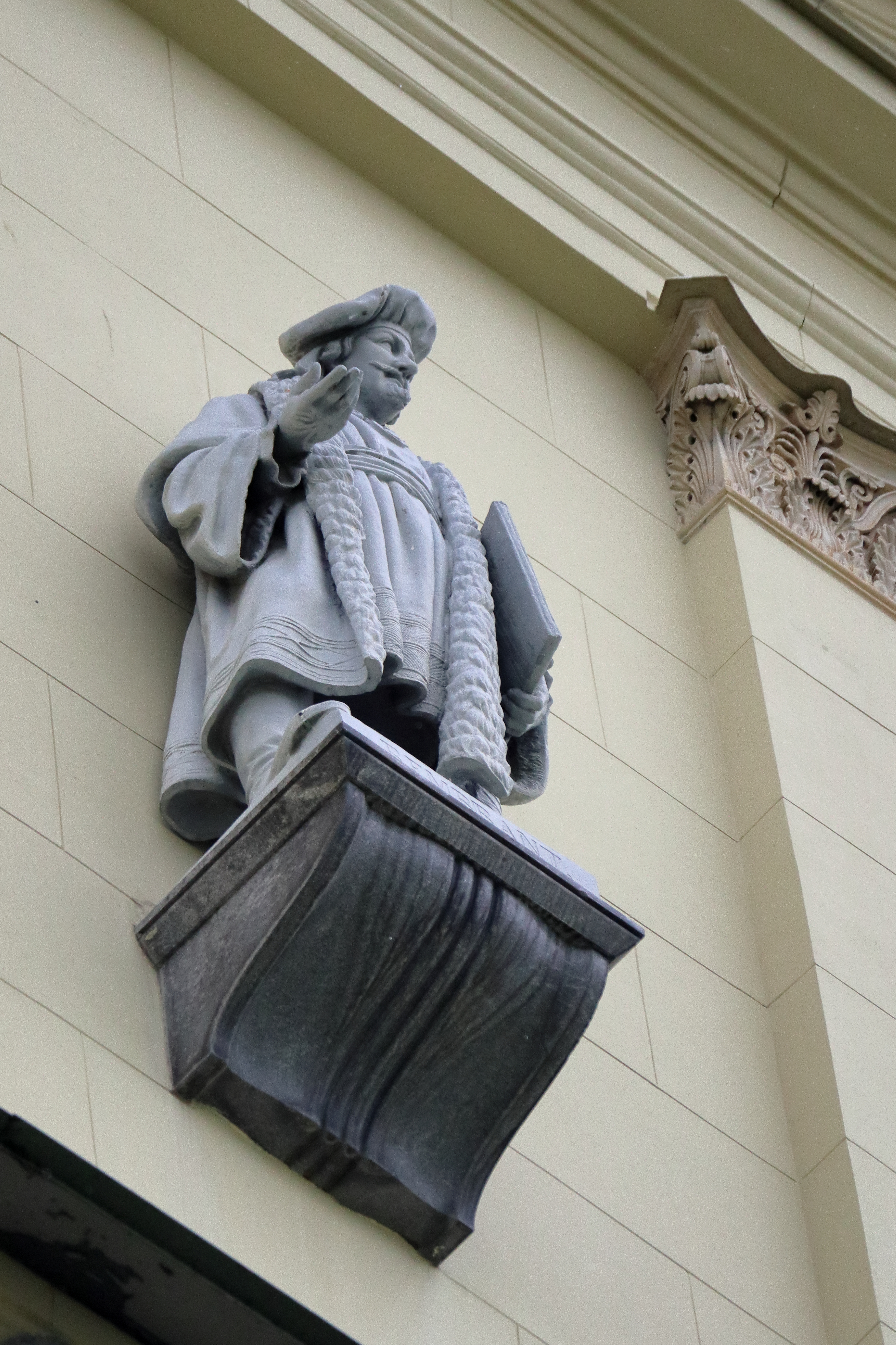
REMBRANT — Рембрандт
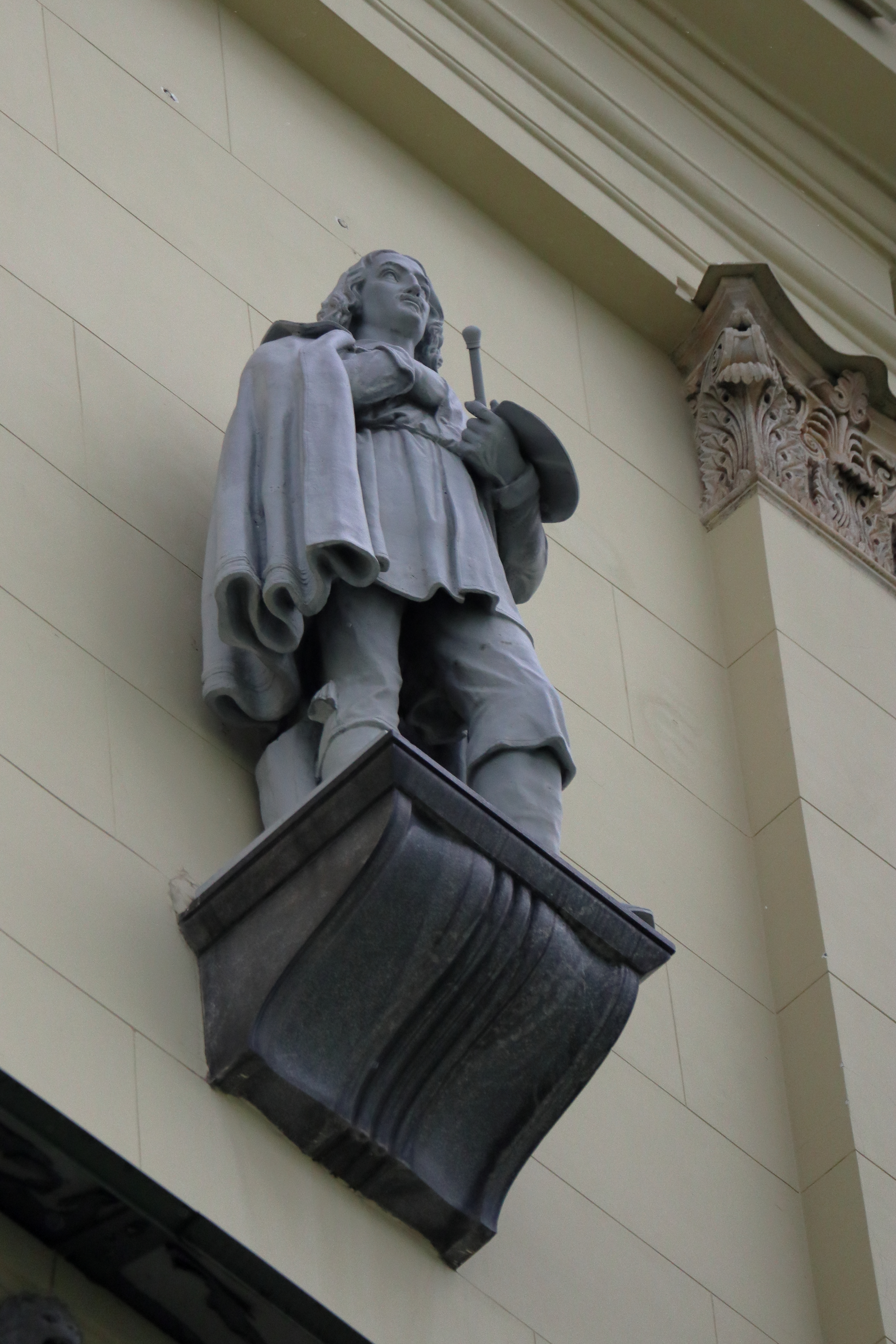
OSTADE — Адриан ван Остаде

Южная часть — скульпторы Древней Греции и эпохи Возрождения

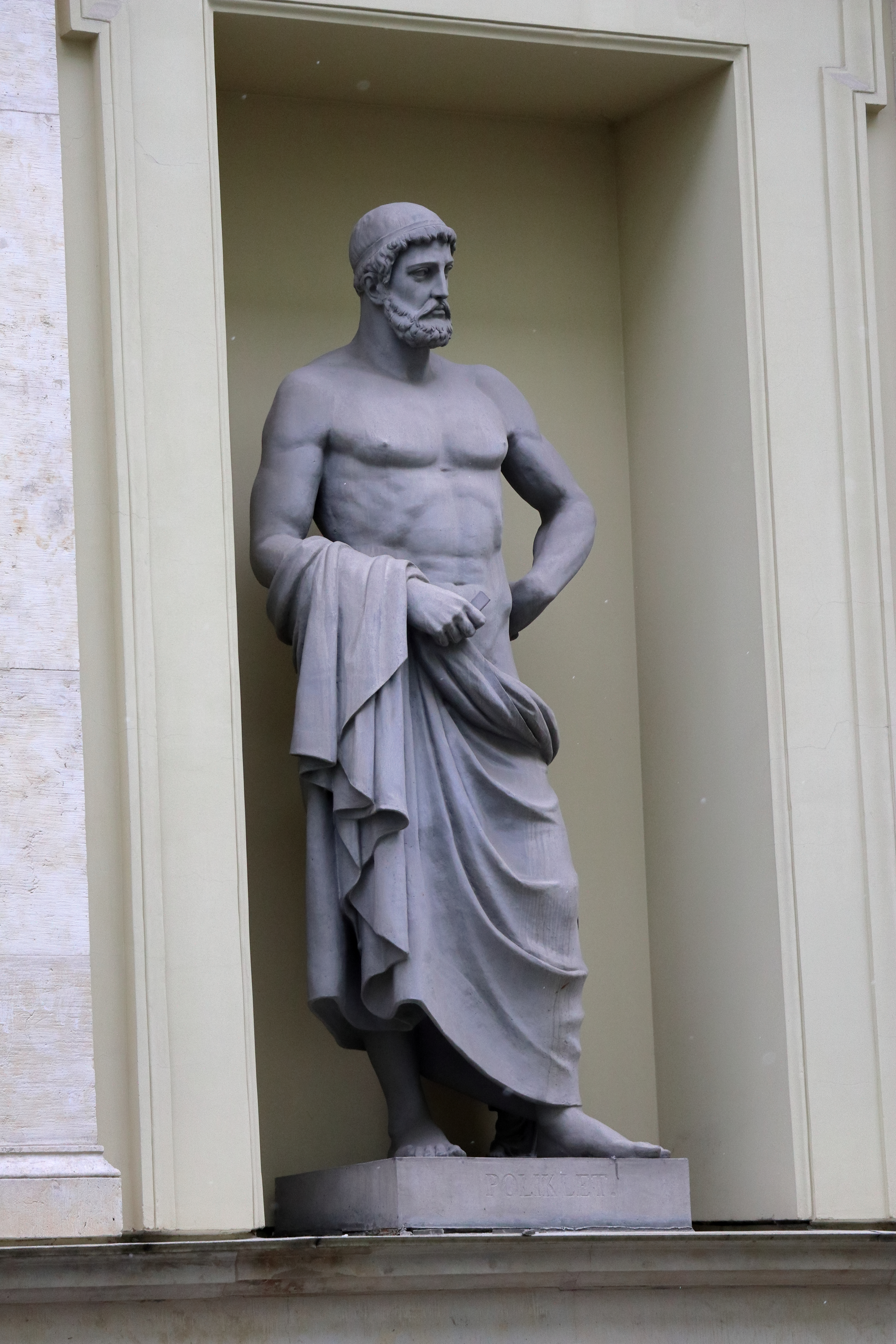
POLIKLET — Поликлет
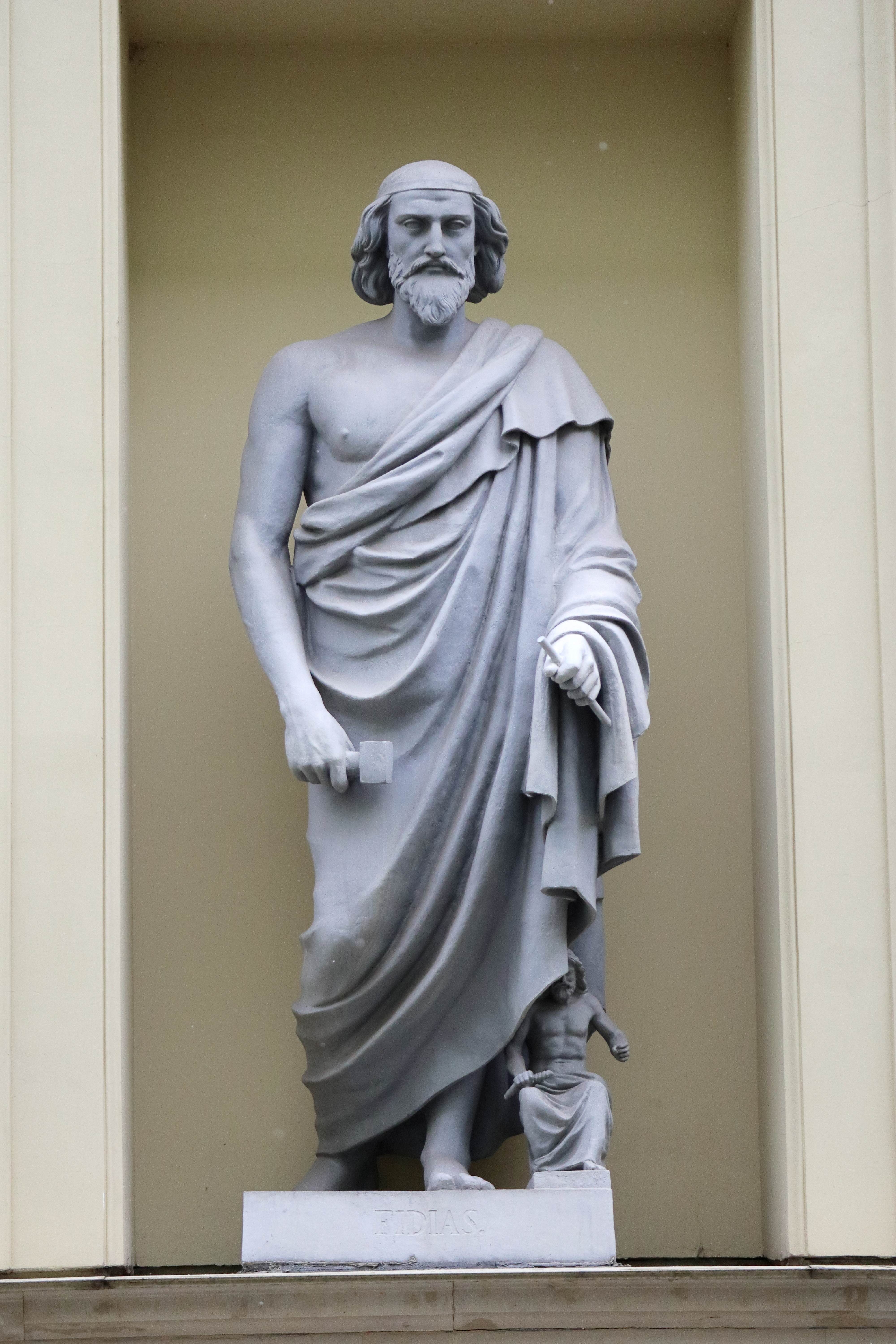
FIDIAS — Фидий
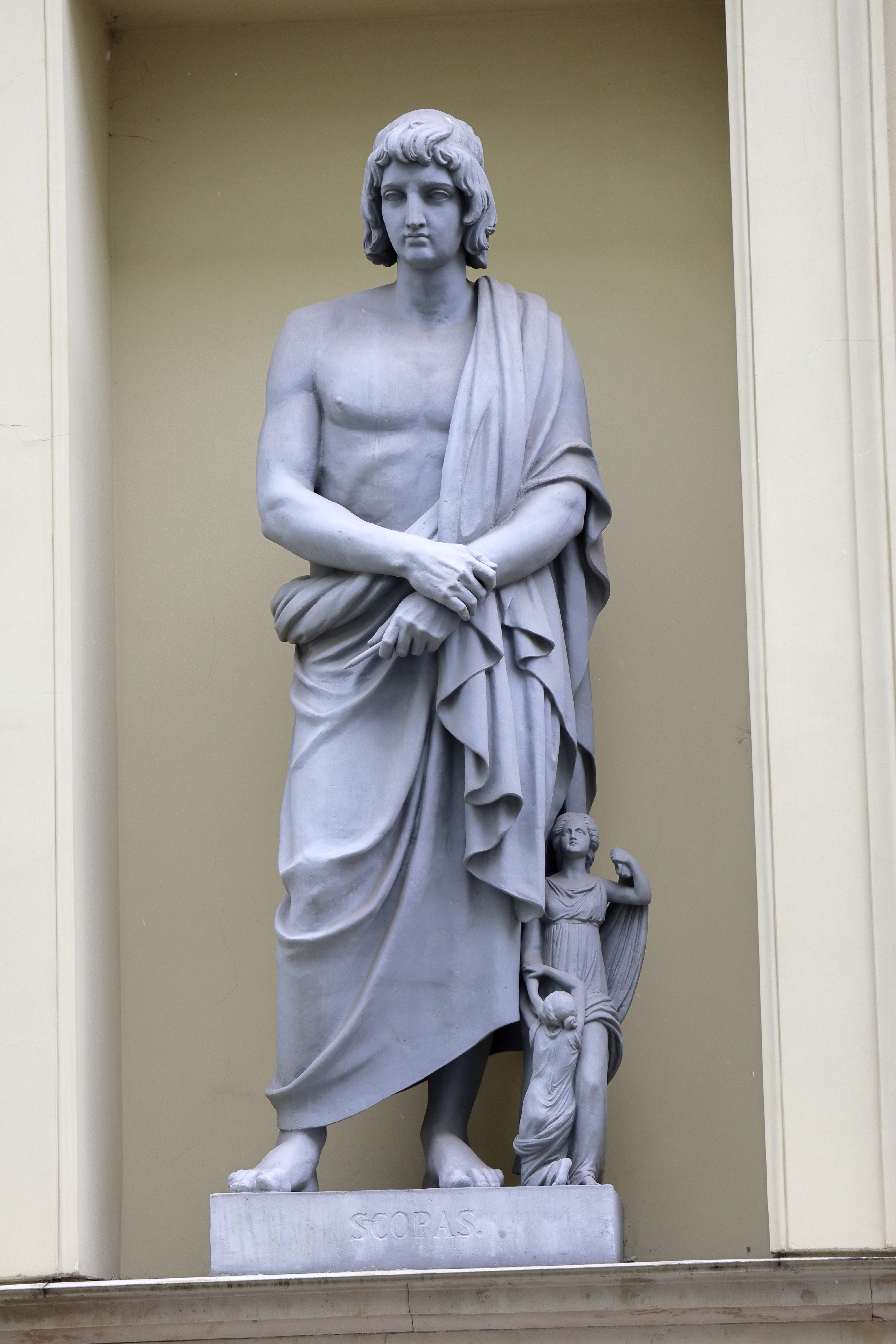
SCOPAS — Скопас
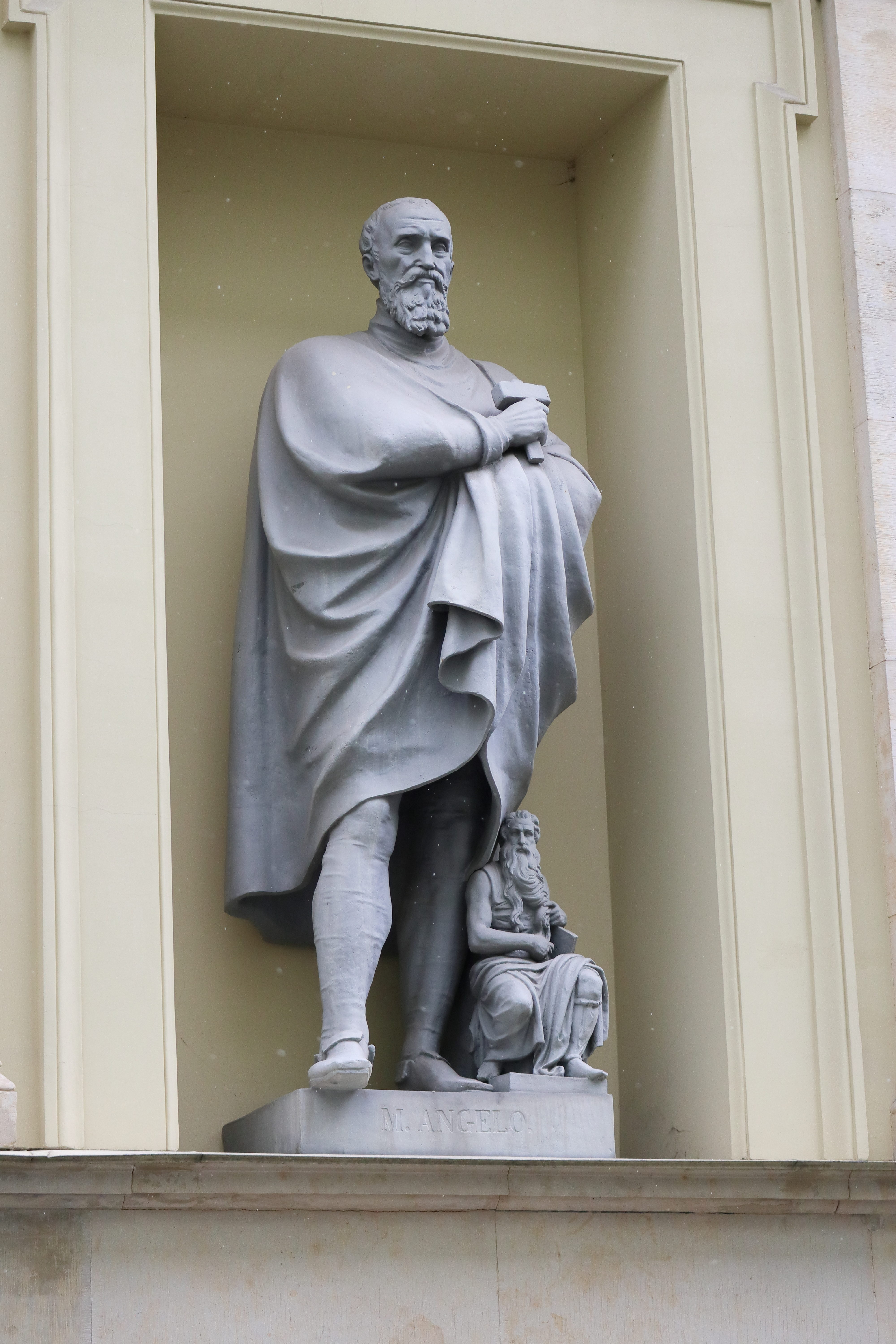
M ANGELO — Микеланджело
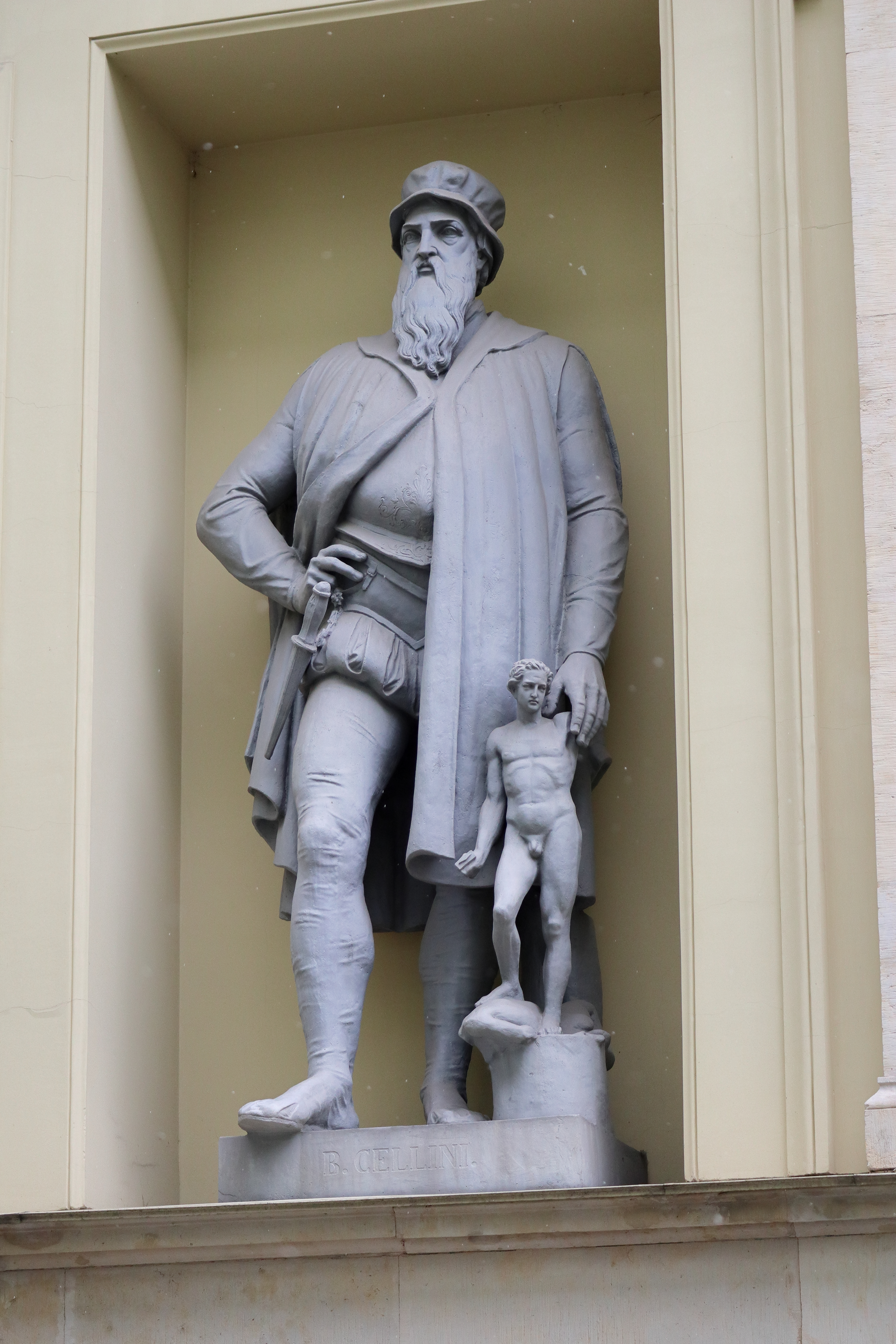
B CELLINI — Бенвенуто Челлини

### Юго-западный угловой павильон
Живописцы Позднего Возрождения и барокко

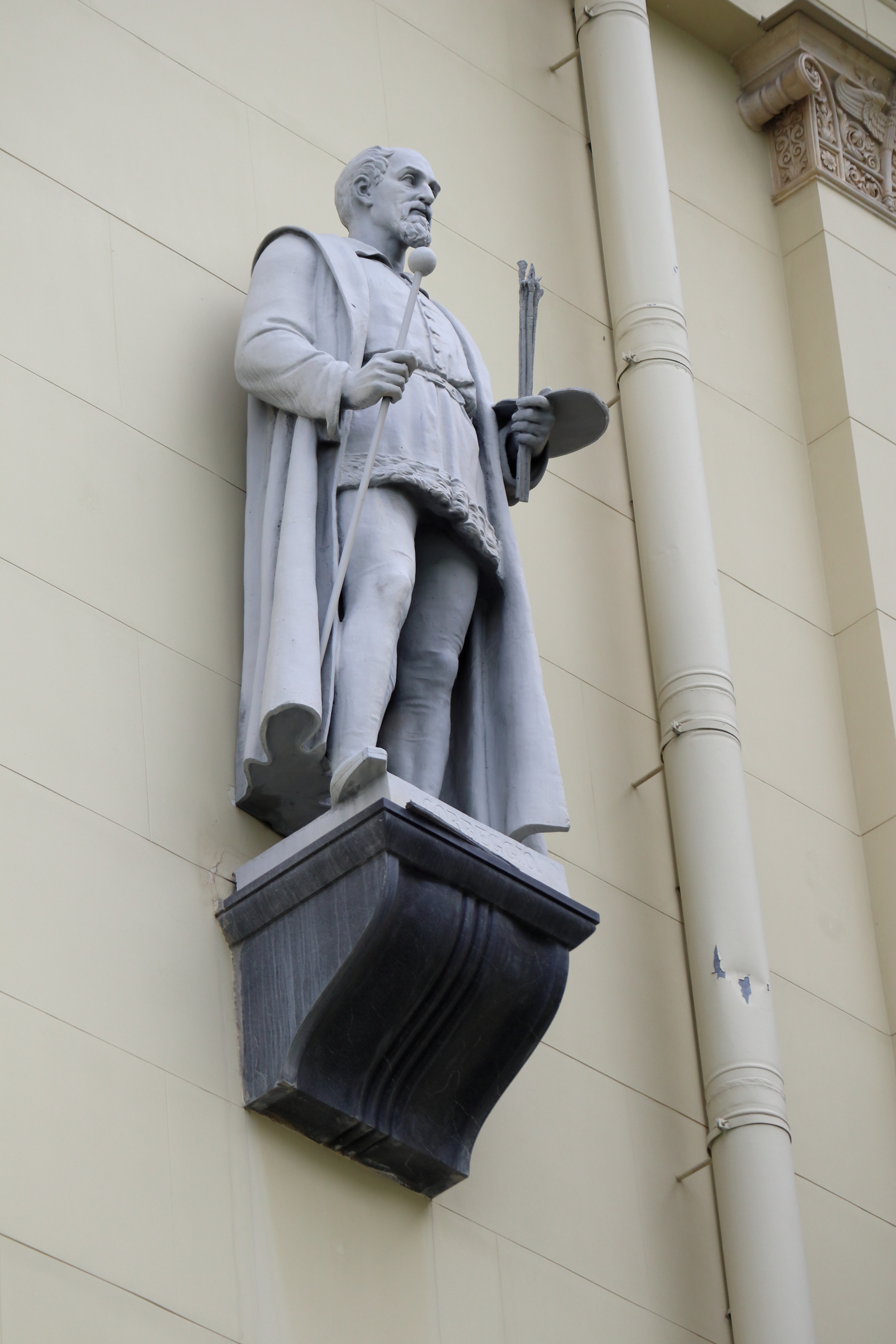
CORREGGIO — Корреджо
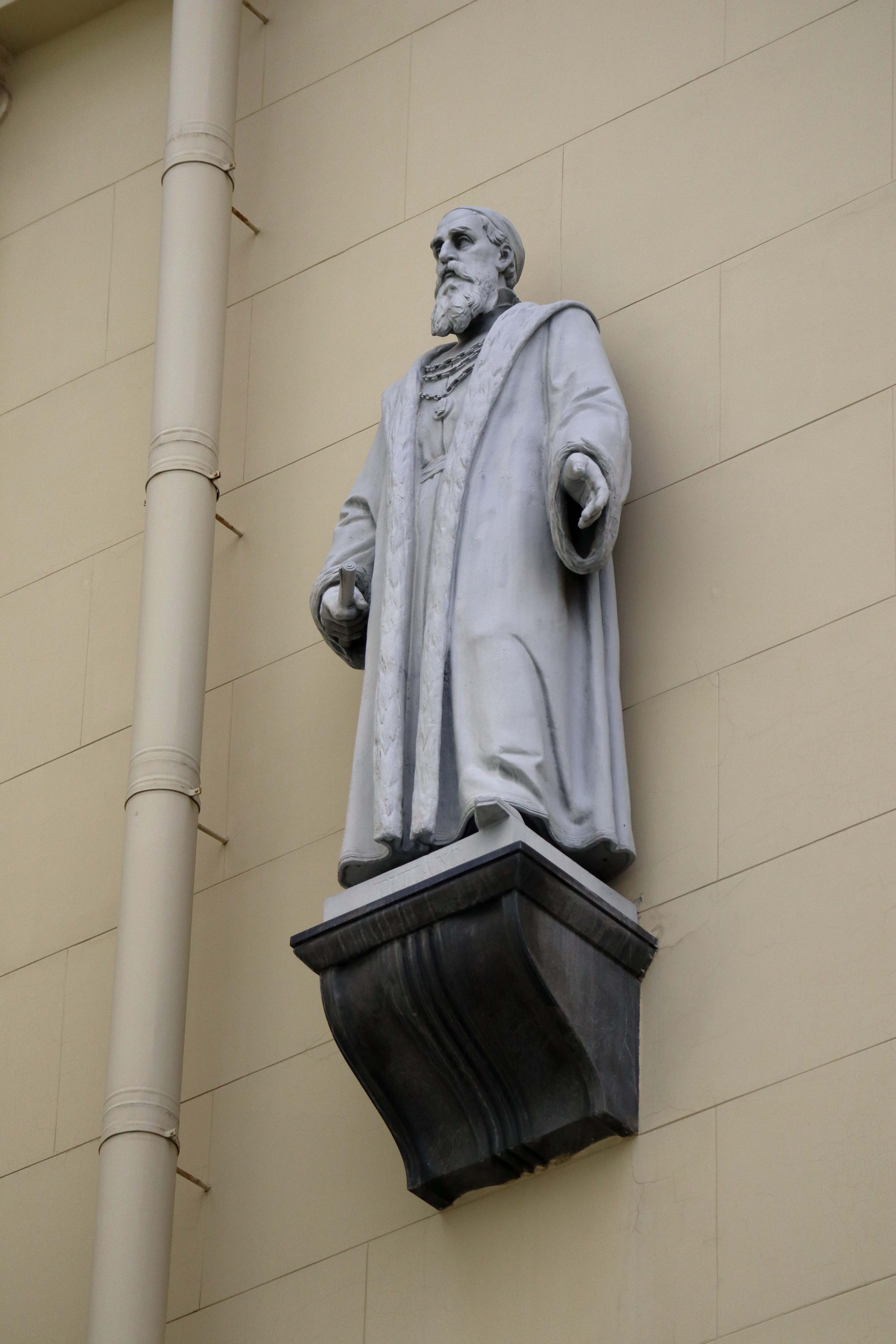
TITIANO — Тициан
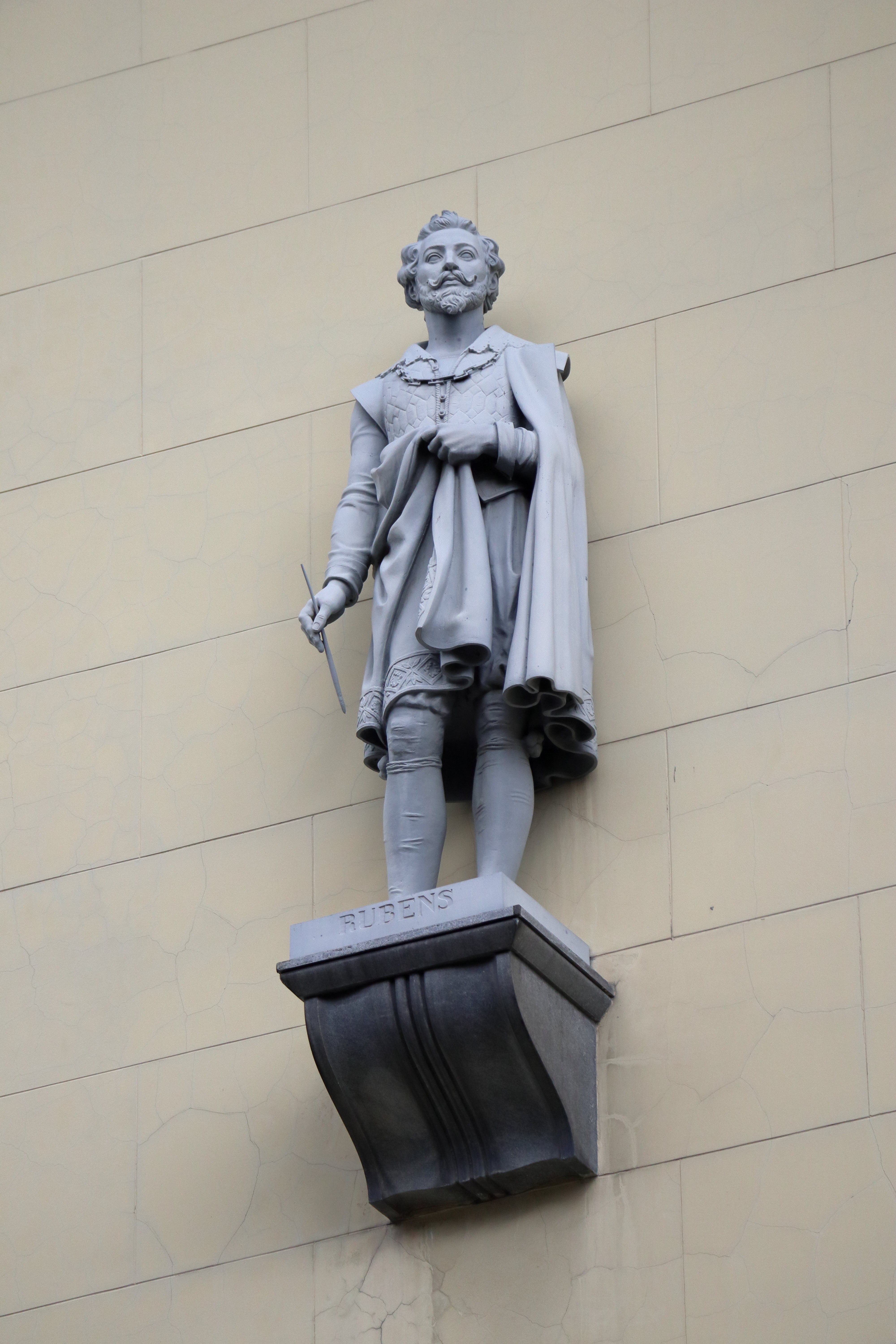
RUBENS — Рубенс
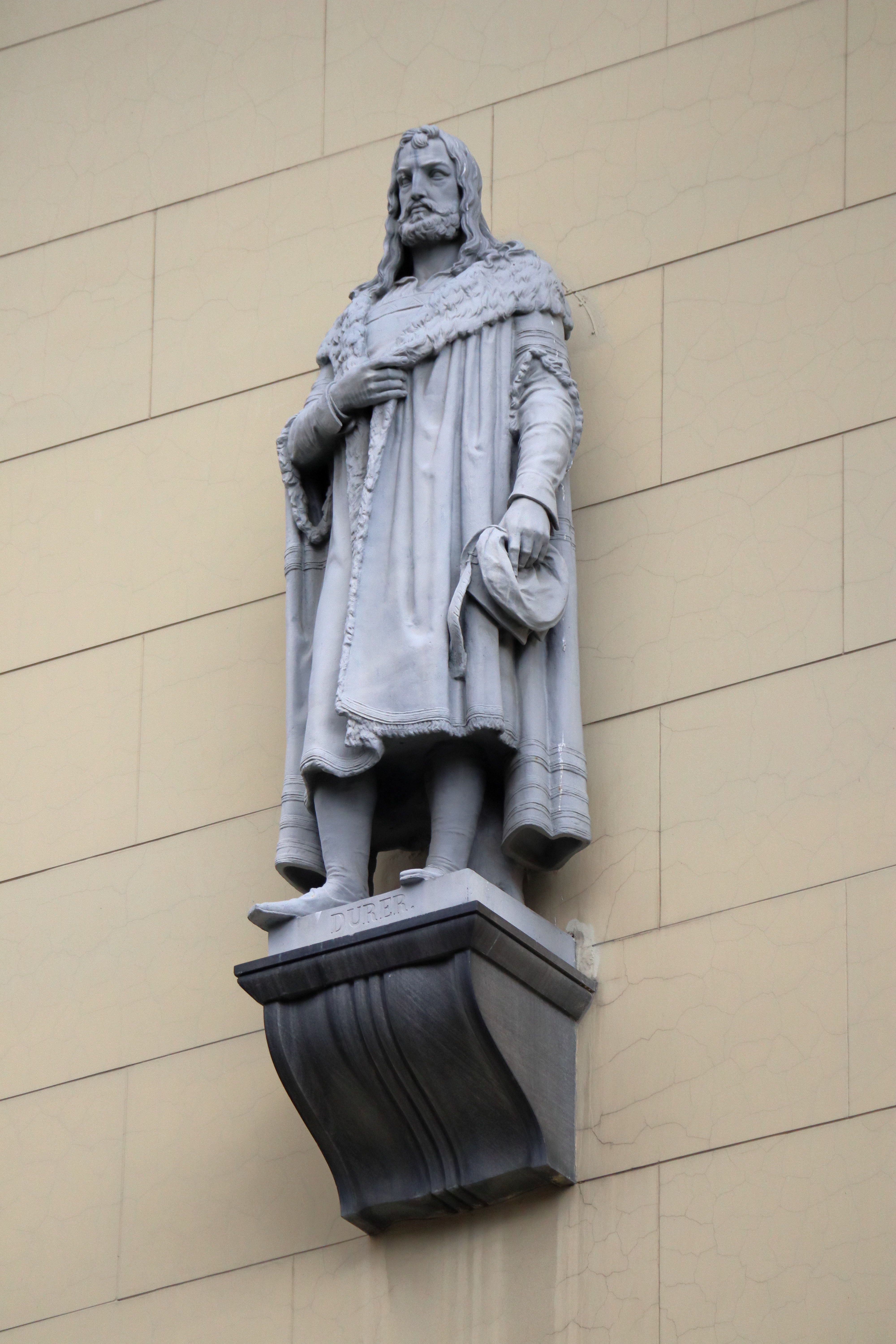
DURER — Дюрер

### Южный фасад (на Миллионную улицу)
Западная часть — древние скульпторы и инженер

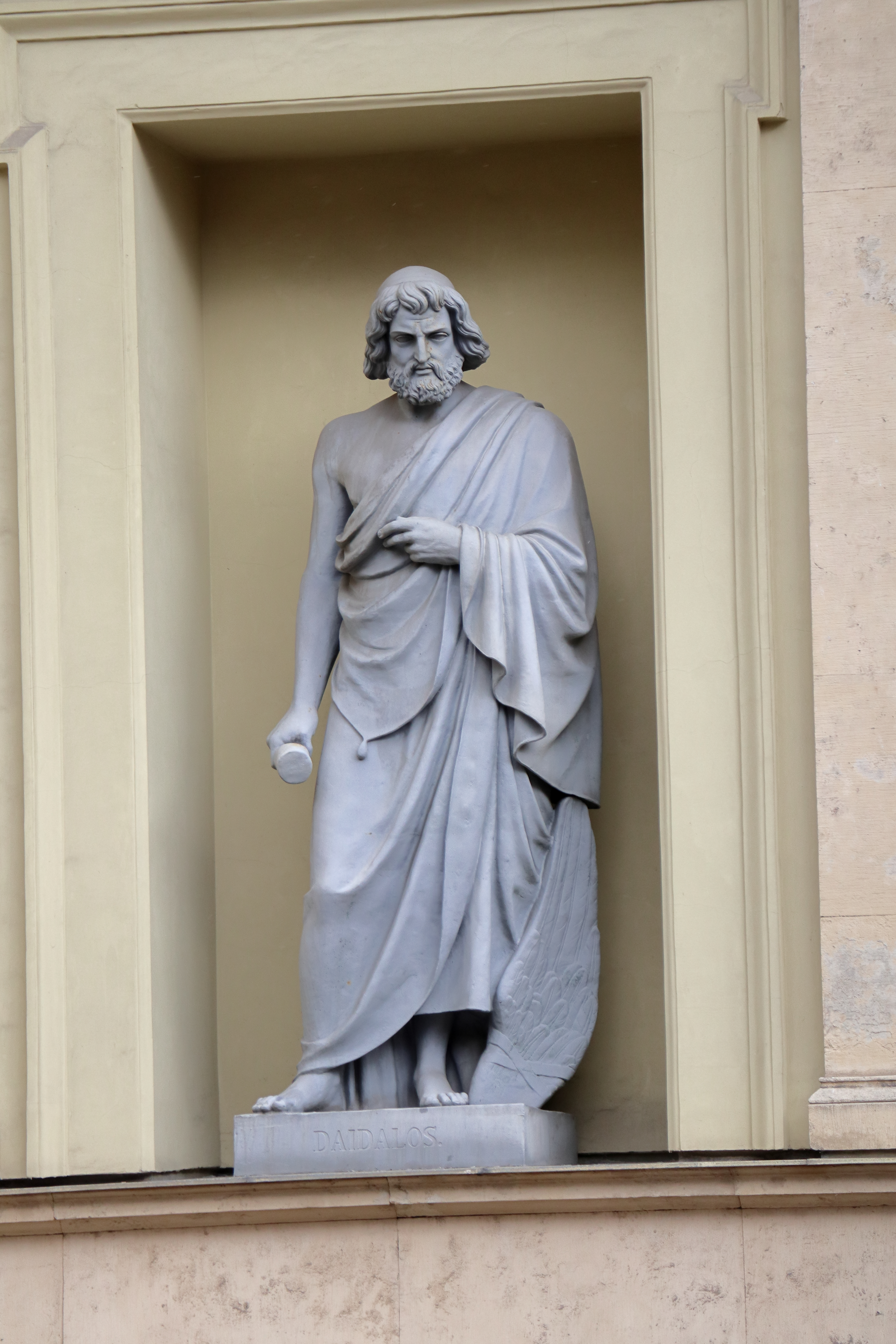
DAIDALOS — Дедал
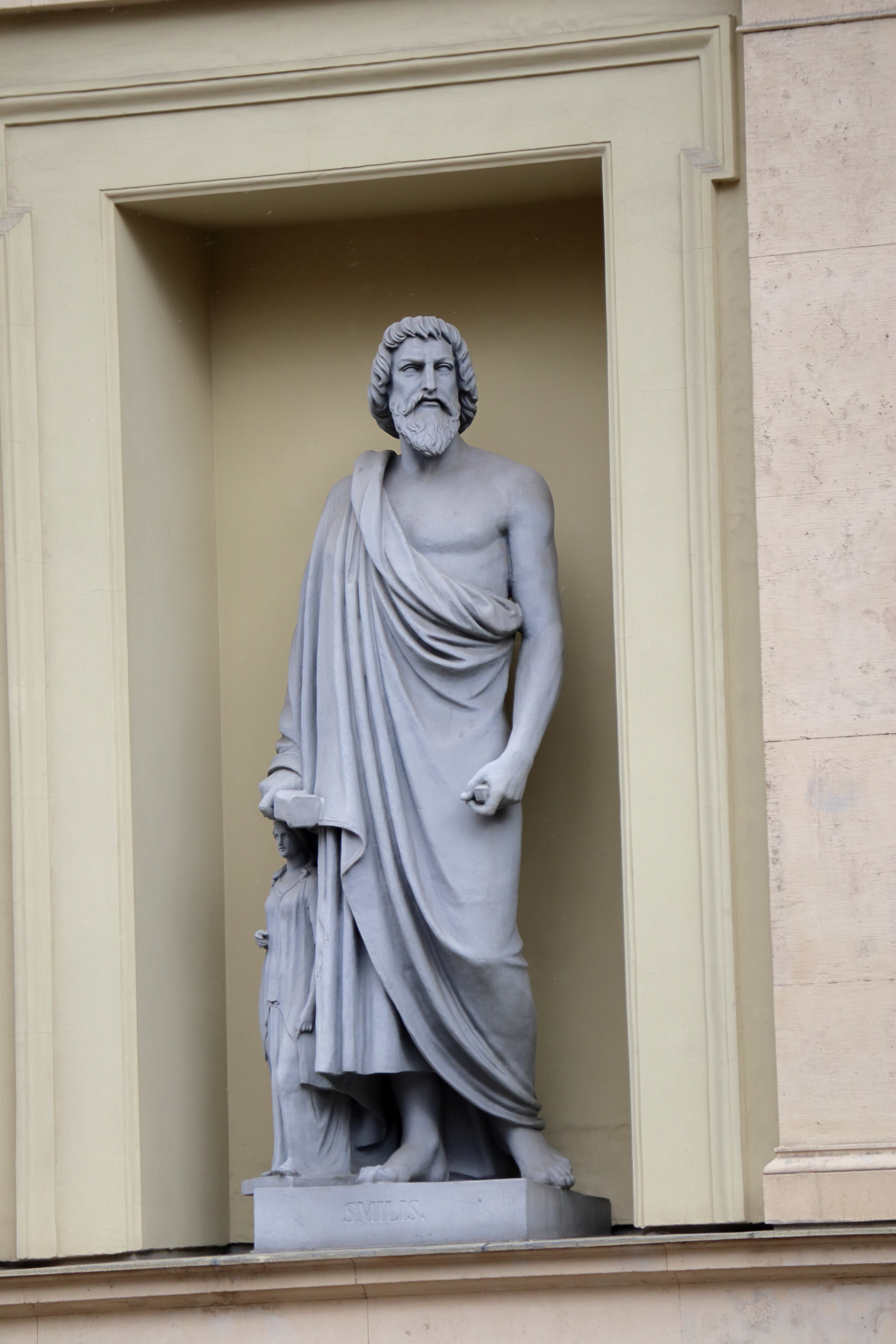
SMILIS — Смилид
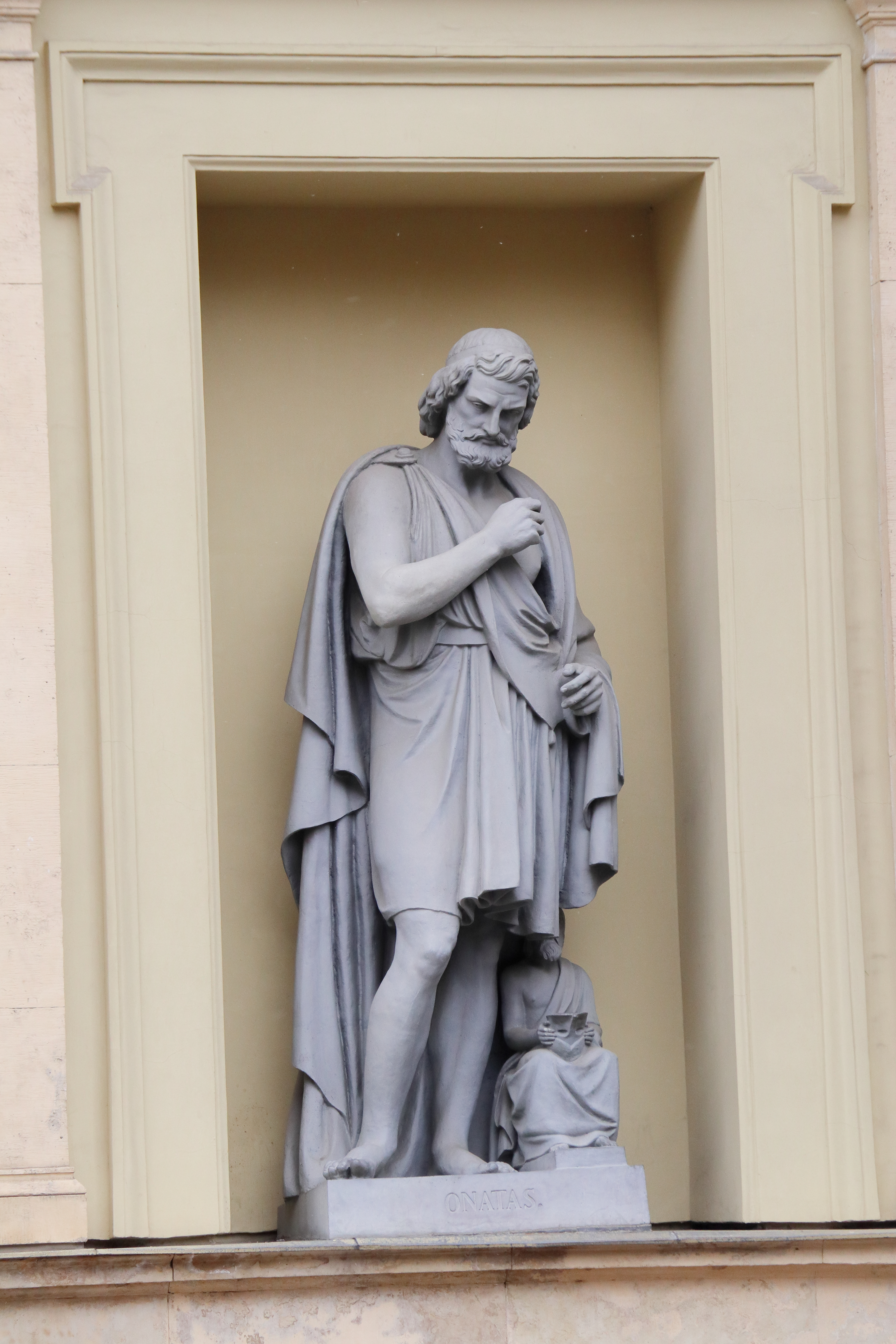
ONATAS — Онат

Восточная часть — гравёры-каталогизаторы, исследователи

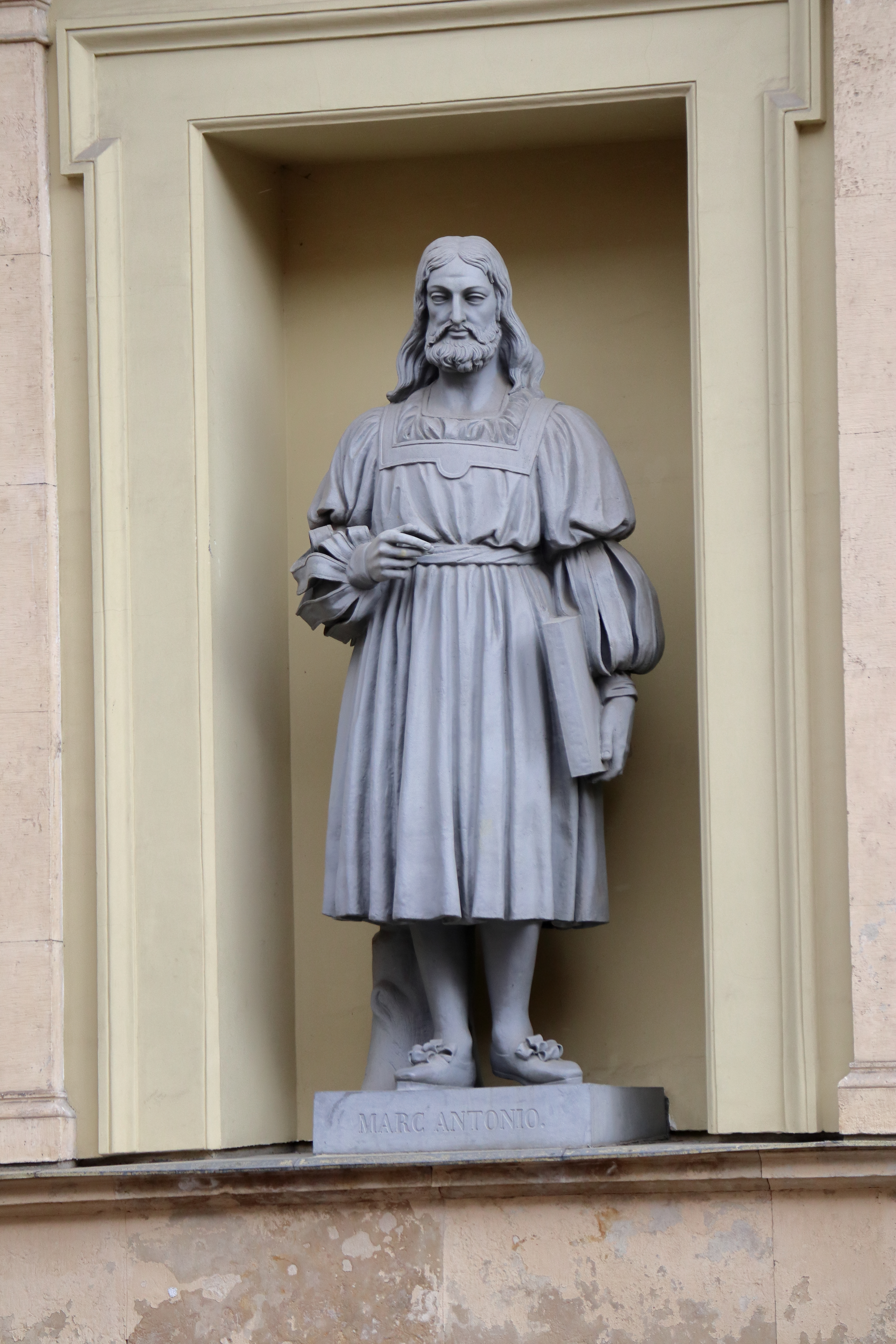
MARC ANTONIO — Маркантонио Раймонди
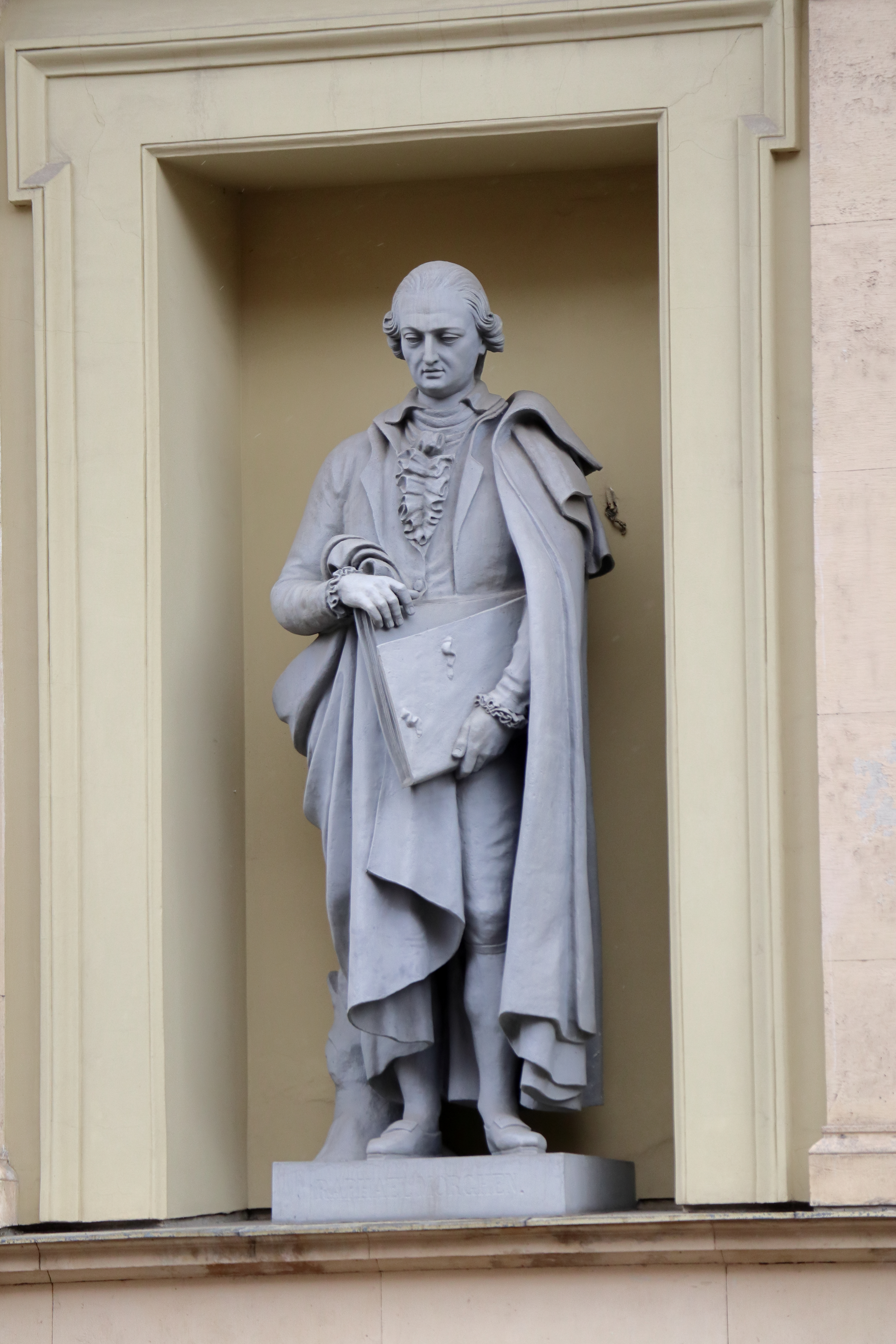
RAPHAEL MORGHEN — Рафаэль Морген
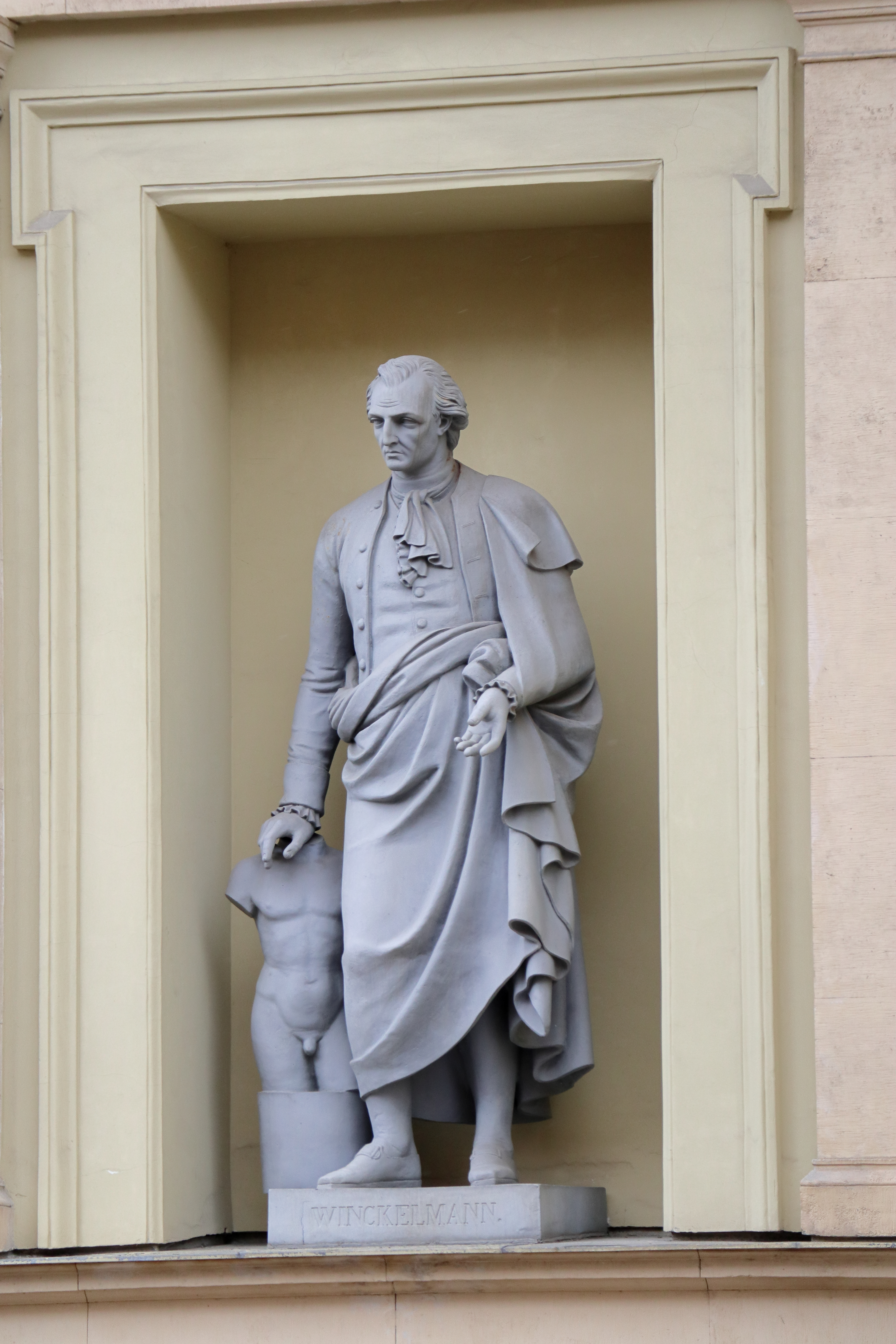
WINCKELMANN — Иоганн Винкельман

### Юго-восточный угловой павильон
Гравёры, резчики по камню, медальеры

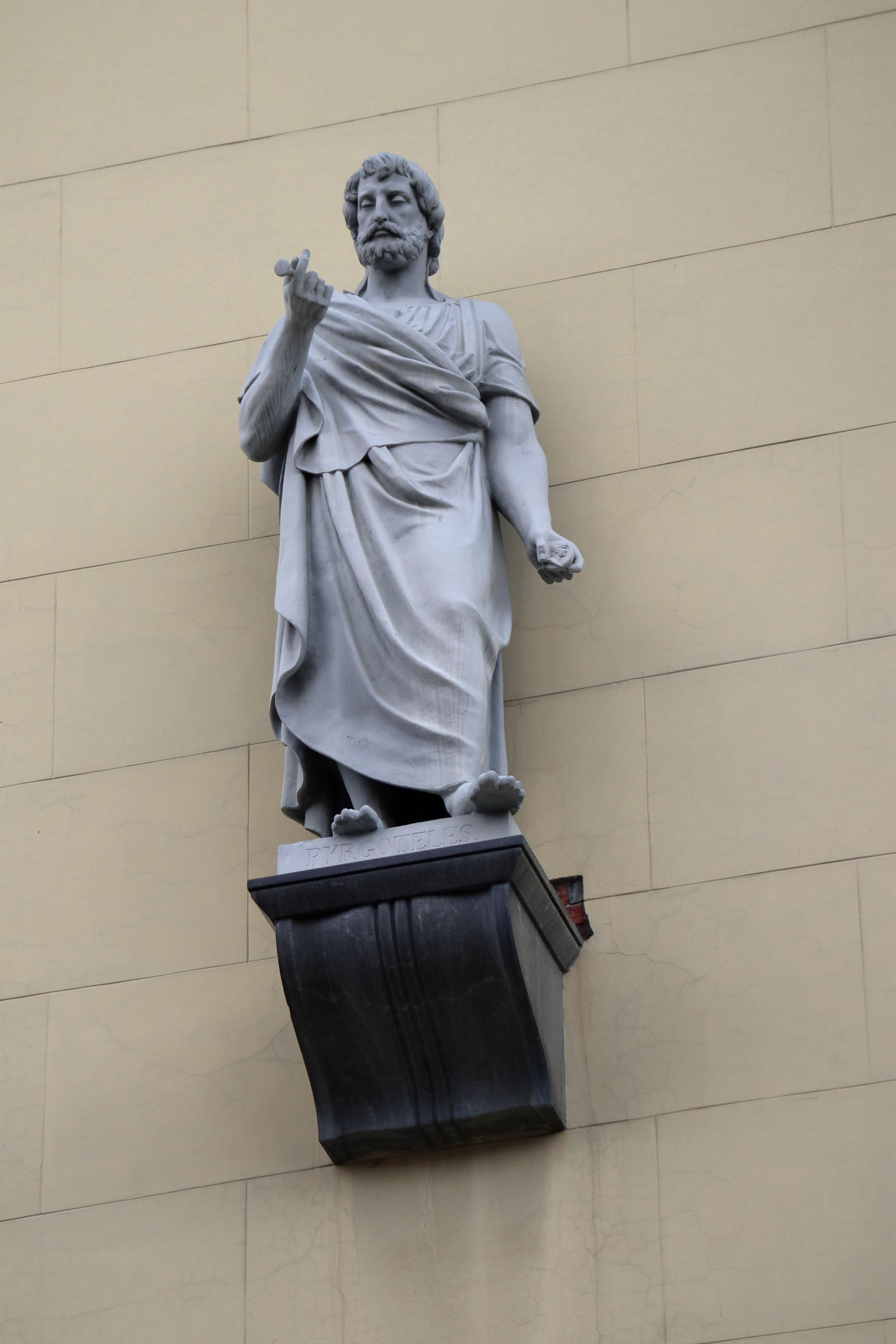
PYRGOTELES — Пирготель
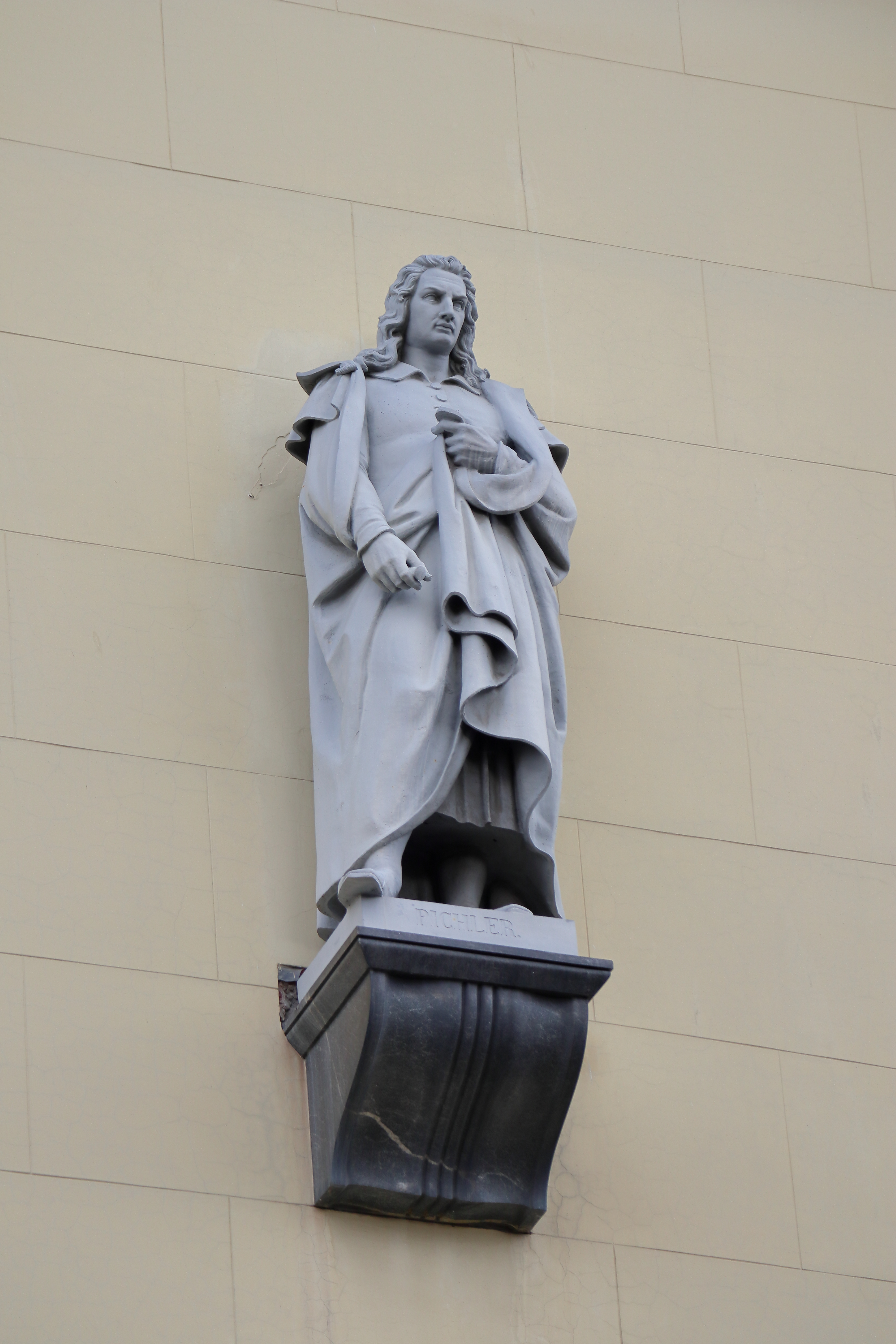
PICHLER — Иоганн Пихлер
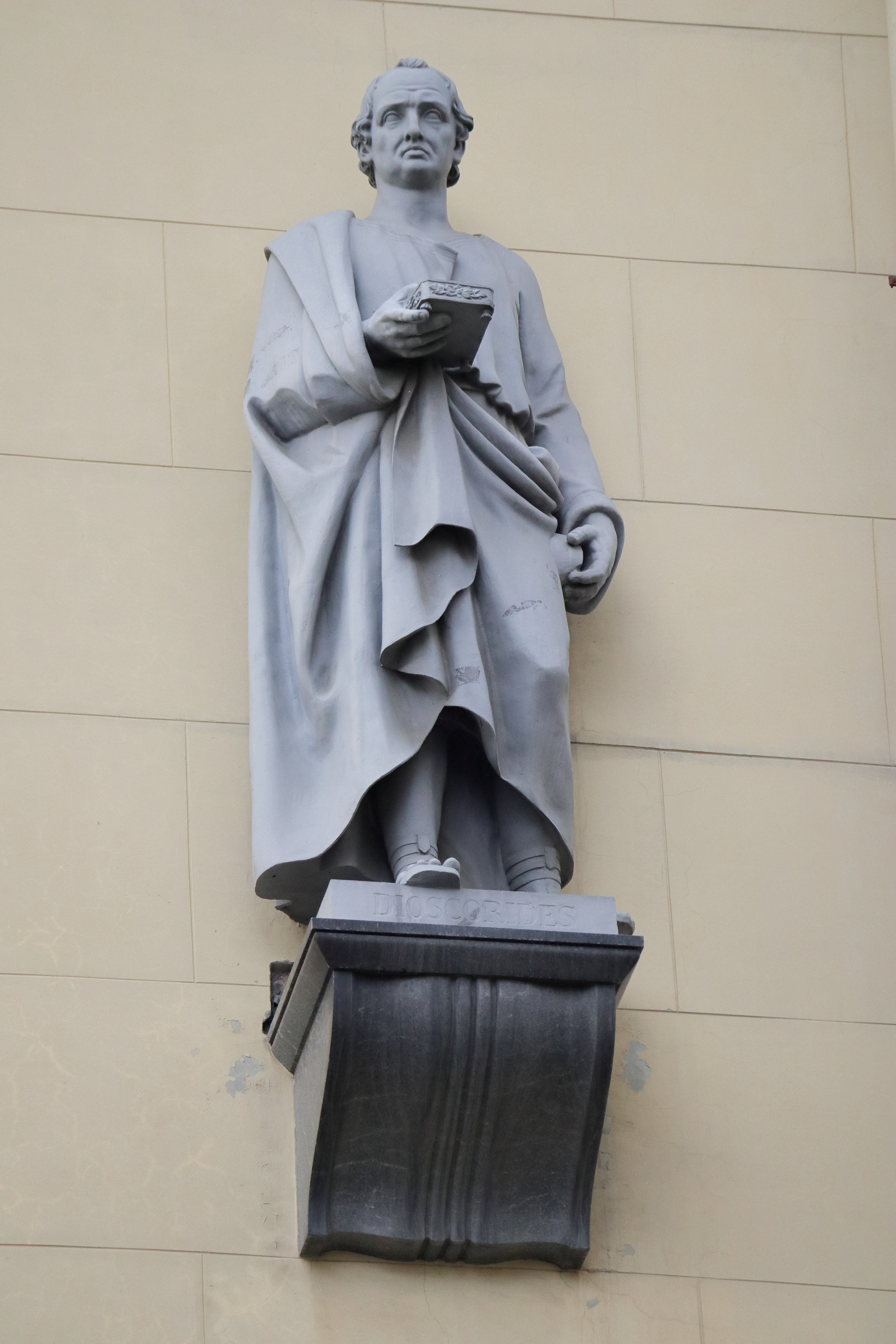
DIOSKORIDES — Диоскурид
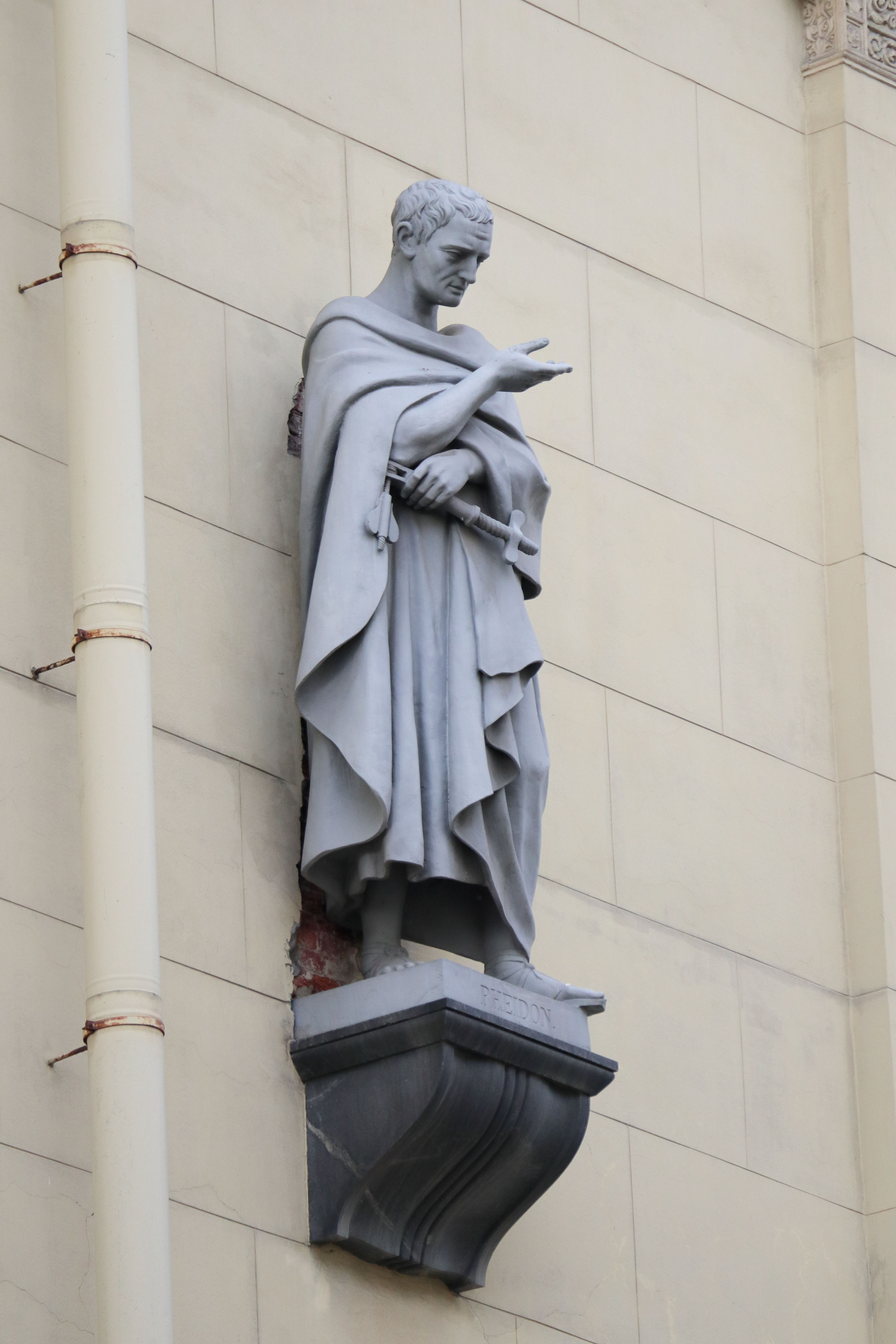
PHEIDON — Фейдон (Фидон)